# Grande vitesse ferroviaire en Chine
Pour des articles plus généraux, voir Transport ferroviaire en Chine et Grande vitesse ferroviaire.
Vous pouvez aider à l'améliorer ou bien discuter des problèmes sur sa page de discussion.
- Il ne cite pas suffisamment ses sources. Vous pouvez indiquer les passages à sourcer avec {{référence nécessaire}} ou {{Référence souhaitée}}, et inclure les références utiles en les liant aux notes de bas de page. (Marqué depuis juillet 2019)

- Archive Wikiwix
- Bing
- Cairn
- DuckDuckGo
- E. Universalis
- Gallica
- Google
- G. Books
- G. News
- G. Scholar
- Persée
- Qwant
- (zh) Baidu
- (ru) Yandex
- (wd) trouver des œuvres sur Wikidata

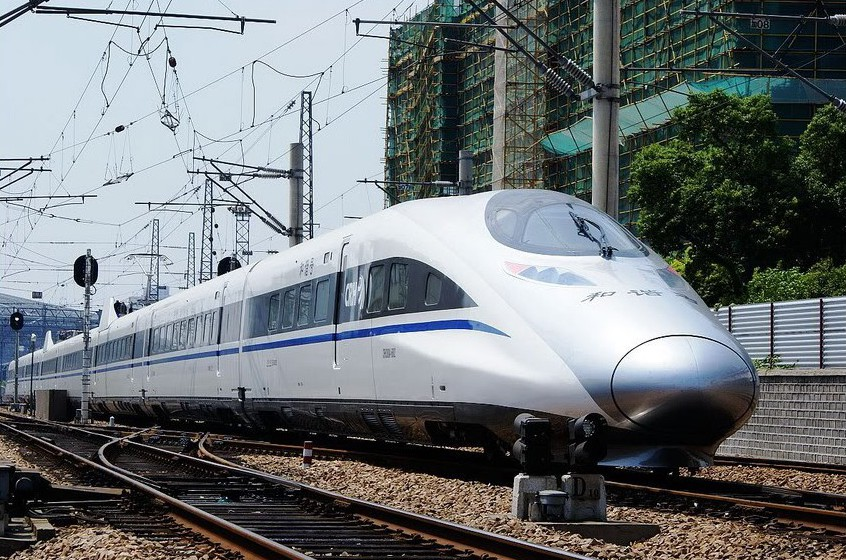
Train Hexie CRH380A, à Shanghai

La grande vitesse ferroviaire en Chine consiste en un réseau de lignes à grande vitesse (LGV) parcouru par des trains à grande vitesse, de la gamme Hexie (CRH, China Railway High-speed) issue de technologies étrangères et de la gamme Fuxing (CR, China Railway), domestique, depuis 2017.

Le réseau national chinois des lignes à grande vitesse destinées aux passagers est conçu pour des vitesses allant de 200 à 350 km/h. 

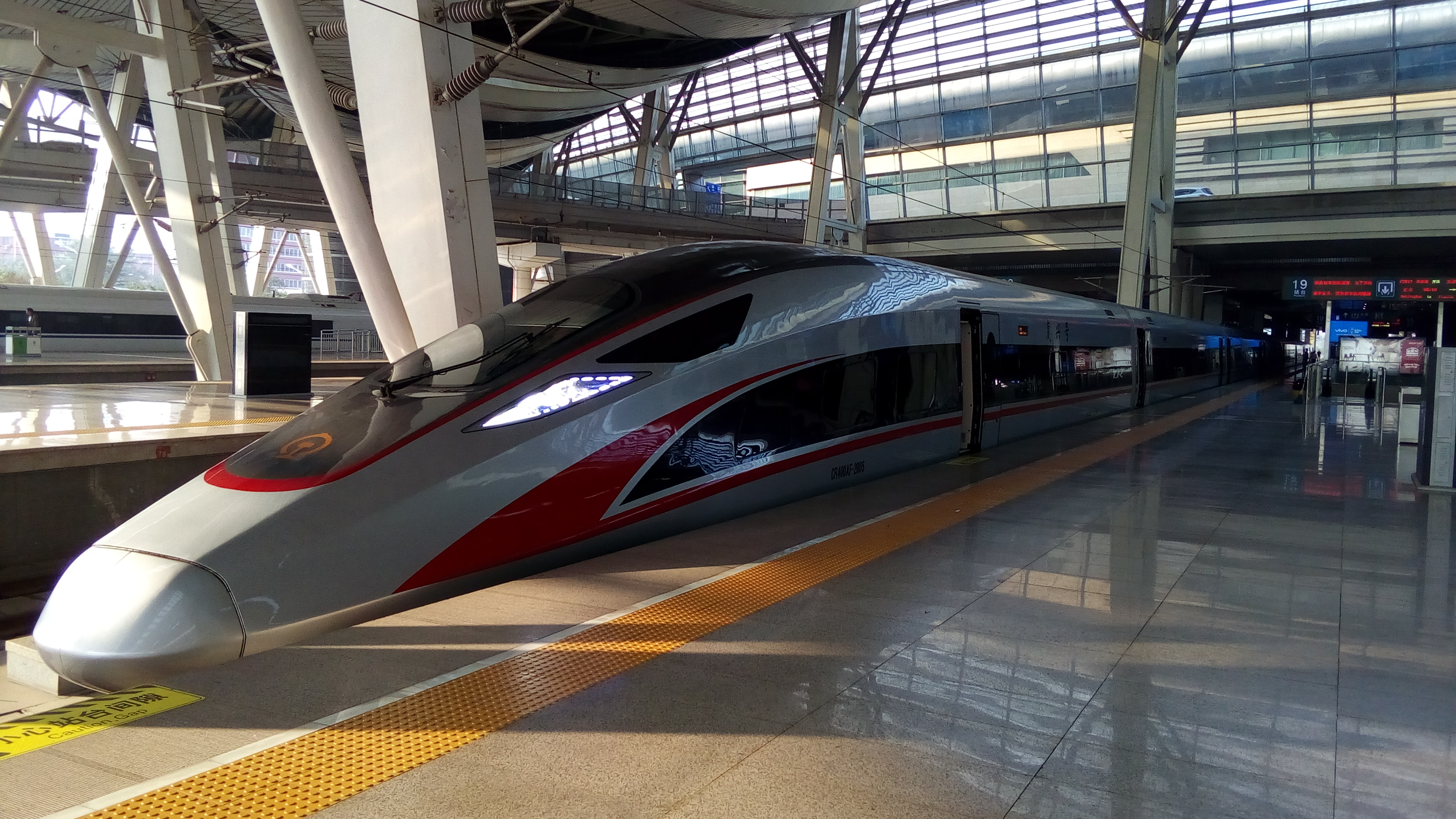
Train Fuxing CR400AF, en gare de Pékin-Sud, en 2017.

À la mi septembre 2024, ce réseau de plus de 46 000 km constitue plus de 87 % du total des lignes ferroviaires à grande vitesse du monde en service commercial soit, le plus long du monde mais aussi, le plus utilisé avec 1,713 milliard de voyages effectués en 2017 portant le nombre total de voyages à plus de 7 milliards. Avec cette taille, la longueur du réseau à grande vitesse est environ 60 fois plus développé qu'en 2008 au début du réseau de base.
Le train à grande vitesse s'est développé rapidement en Chine au cours des 20 dernières années grâce à plusieurs plans de développement du gouvernement chinois. La première ligne à grande vitesse qui a ouvert telle qu'on la connaît aujourd'hui est la ligne Pékin - Tianjin, inaugurée en 2008. Le réseau actuel a été réalisé sous le plan « Quatre Verticales et quatre Horizontales » (四纵四横), et continue de se développer sous le plan « Huit Verticales et huit Horizontales » (八纵八横).
L'avènement du train à grande vitesse en Chine a considérablement réduit le temps de déplacement et a transformé la société et l'économie chinoises. Selon une étude de la Banque mondiale, « un large éventail de voyageurs de différents niveaux de revenu choisissent le train à grande vitesse pour son confort, sa commodité, sa sécurité et sa ponctualité ».

## Dénomination

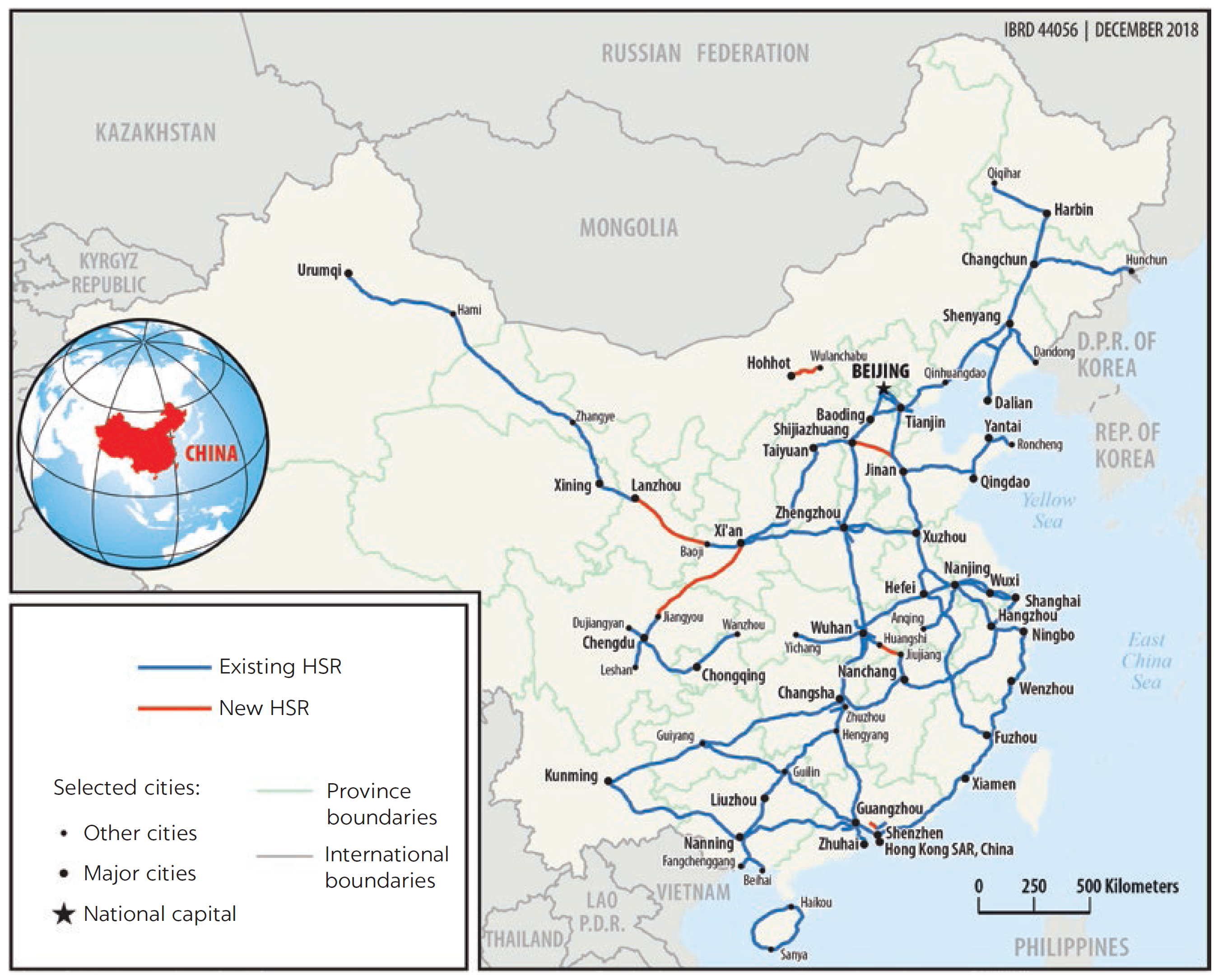
Plan du réseau en 2017

Le réseau de grande vitesse en Chine est constitué de lignes ferroviaires de plusieurs types différents :
- Des lignes dédiées aux passagers (客运专线, passenger-designated lines, PDL) conçues pour des vitesses commerciales jusqu'à 350 km/h :
  - Des lignes à grande vitesse (LGV, 高速铁路) de 300 à 350 km/h : LGV Pékin - Shanghai, LGV Pékin - Canton, etc
  - Des lignes à grande vitesse (LGV, 高速铁路) de 200 à 250 km/h : LGV Jinhua - Wenzhou, LGV Lanzhou - Ürümqi, etc.
- Des lignes classiques autorisant en même temps le trafic de passagers et le trafic de marchandises :
  - Des lignes (铁路) limitant la vitesse commerciale à 200 – 250 km : Ligne Ningbo - Taizhou - Wenzhou, Ligne Wenzhou - Fuzhou, etc.

En raison des différentes périodes de projets du réseau, la dénomination des nouvelles lignes est souvent confuse. Depuis 2009, le nom de "ligne dédiée aux passagers" (客运专线) est officiellement abandonné dans les documents officiels, remplacé simplement par "ligne à grande vitesse" (高速铁路, Gaosu Tielu).
Certaines lignes à grande vitesse sont nommées "lignes intercités" (城际铁路, Chengji Tielu) pour leurs caractéristiques (lignes courtes, distances courtes entre les gares, situées dans des grandes agglomérations développées) : LGV Pékin - Tianjin, etc.
Techniquement, ces lignes sont conçues comme des lignes à grande vitesse standards. Sur le plan de l'exploitation, le code des missions des trains est précédé de la lettre C, contrairement aux trains à grande vitesse classique, précédé par la lettre G (jusqu'à 350 km/h) ou D (jusqu'à 250 km/h).

## Histoire

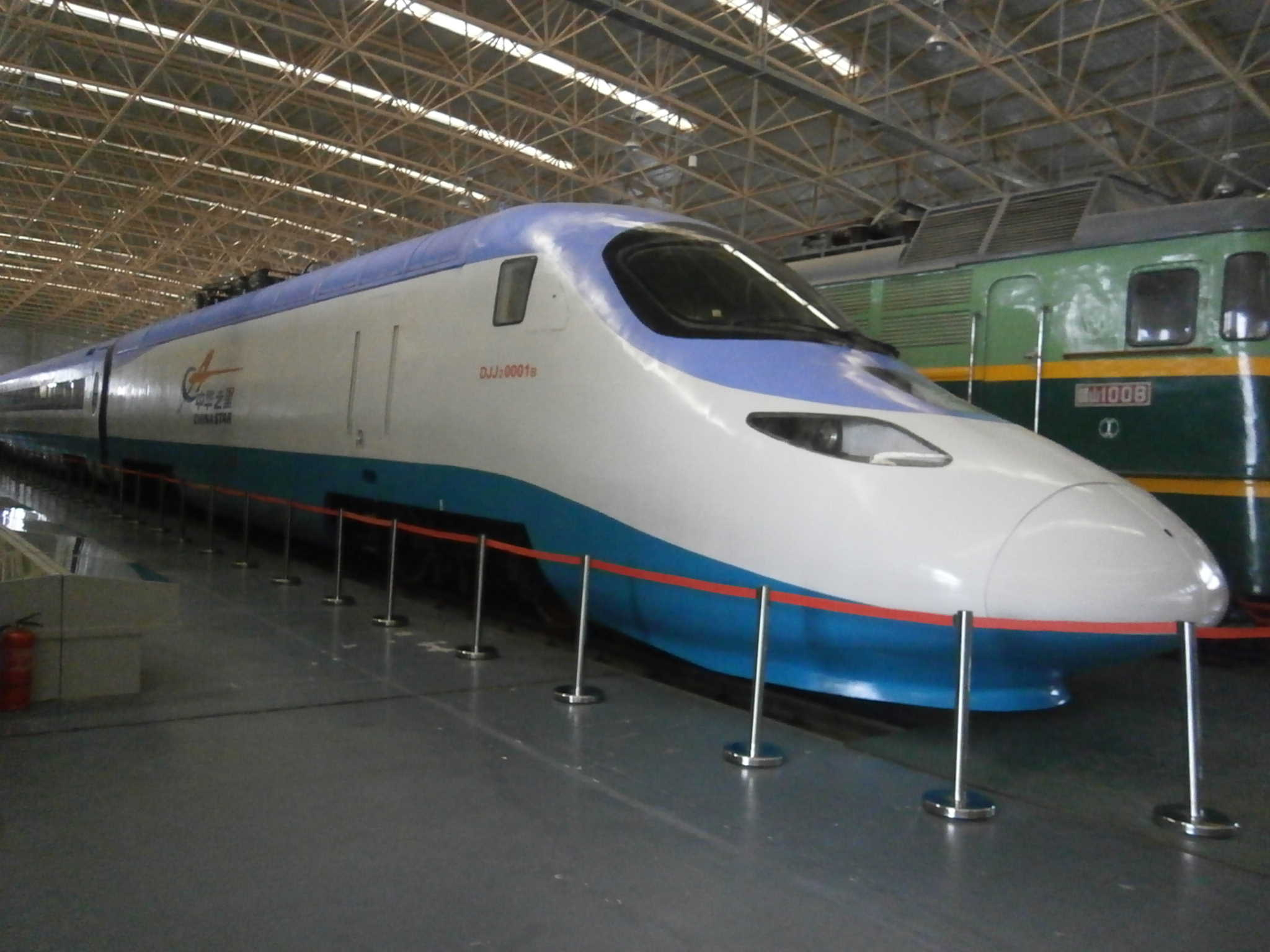
China Star DJJ2

### Origines
Les recherches pratiques sur le train à grande vitesse commencent en 1990 en Chine.
En 1998, la ligne Guangzhou-Shenzhen (zh) (Guang-shen) utilisant le train pendulaire suédois SJ2000 (ou X 2000) est ouverte, permettant d'atteindre les 200 km/h. À partir de 1999, la Chine développe le DDJ1 (zh) permettant également d'atteindre les 200 km/h en exploitation, puis le DDJ2 (zh), nommée China Star (中华之星, Zhōnghuá zhī xīng) qui atteint une vitesse maximale de 270 km/h en 2002, pendant des essais sur une ligne de 321,5 km, mais utilisé à 160 km/h lors de son exploitation à partir de 2005.
Le 12 octobre 2003, la première véritable ligne à grande vitesse est inaugurée entre Qinhuangdao et Shenyang (ligne Qin-shen), pour une vitesse commerciale à 200 km/h.

### «Quatre Verticales et quatre Horizontales»

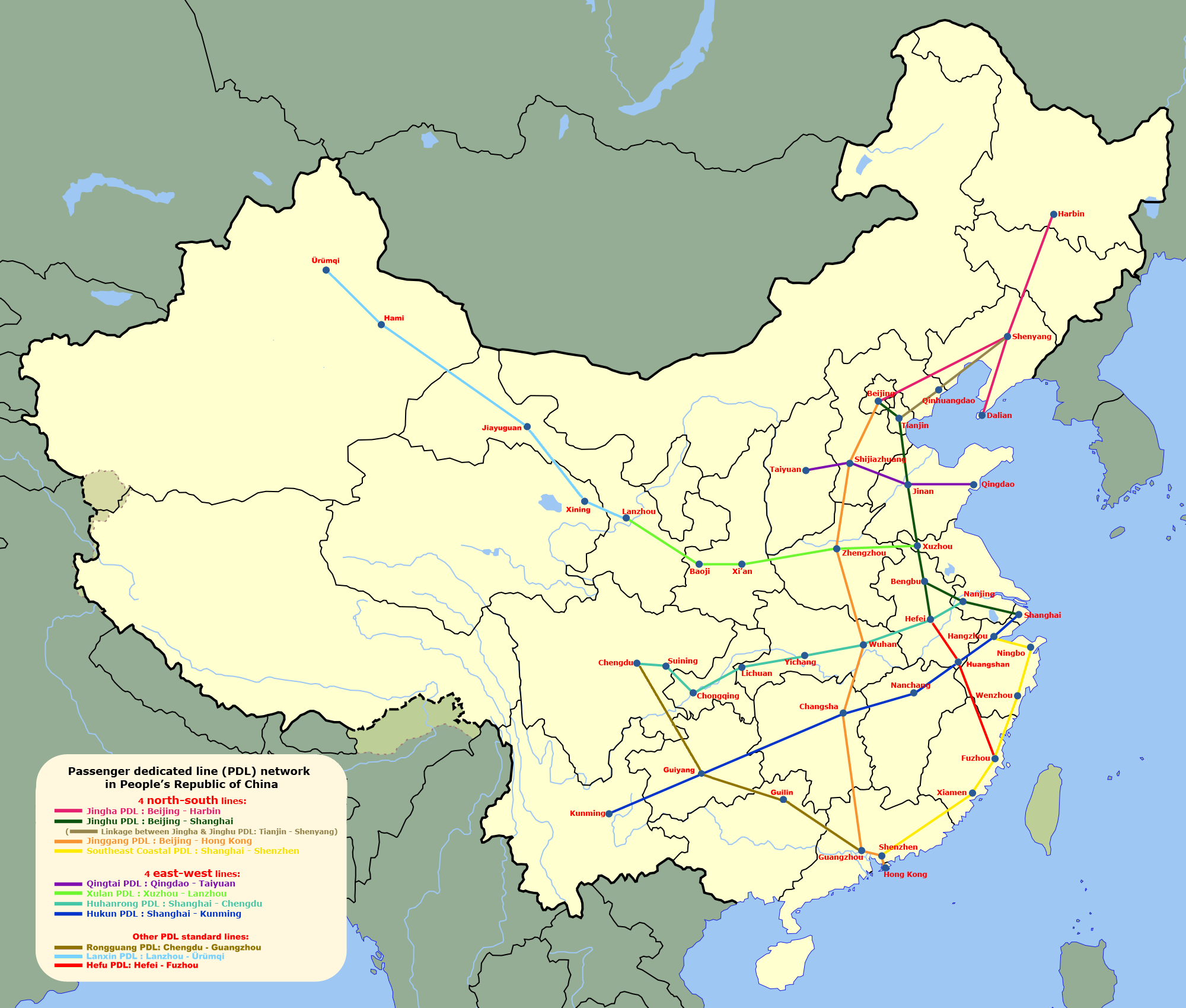
Plan du projet initial "4 Verticales et 4 Horizontales" en 2009

Le plan est proposé par la Commission nationale du Développement et de la Réforme en 2004 et révisé en 2008. Ces axes couvrent une longueur de 12 000 km, certaines voies étant prévues pour une exploitation commerciale à 250 km/h et d'autres à 350 km/h. La pièce centrale pour le développement de la grande vitesse ferroviaire est un nouveau maillage de lignes à grande vitesse qui est "overlaid" dans le réseau ferroviaire existant.
D'après le plan "Mid-to-Long Term Railway Network Plan" du ministère (révisé en 2008), ce maillage se compose de 8 couloirs à grande vitesse, 4 nord-sud et 4 est-ouest, pour un total de 12 000 km. La plupart des nouvelles lignes suivent les routes existantes et sont uniquement dessinées pour le trafic passager. Elles sont connues sous le nom de lignes dédiées aux passagers (passenger-designated lines, PDL), allant entre 250 et 350 km/h. Une ligne mélangeant les trafics passager et fret ne peut dépasser 250 km/h.
De plus, Jinqin Passenger Railway (Tianjin-Qinhuangdao) (ouverte au premier décembre 2013) et Qinshen Passenger Railway (Qinhuangdao-Shenyang) ne font pas partie des huit principales lignes, mais ces lignes sont toutefois considérées dans le réseau vu l'importance des lignes Pékin-Harbin et Pékin-Shanghai.
En 2020, toutes les lignes de ce plan sont quasiment achevées à part une dernière section entre Pékin et Chengde sur la LGV Pékin - Shenyang en cours d'achèvement.

#### «Quatre Verticales» (Nord-sud)
| Couloir   | Ligne                                               | Description | Vitesse maximale (km/h) | Longueur (km) | Date de début de construction | Date d'ouverture |
| --------- | --------------------------------------------------- | --- | ----------------------- | ------------- | ----------------------------- | ---------------- |
| Jing-ha   | LGV Pékin - Harbin (Jing-ha)                        | Grande ligne du Dongbei, composée des LGV Pékin - Shenyang, Harbin - Dalian et Panjin - Yinkou.                       | 350                     | 1700          | 2007-08-23                    | 2014             |
| Jing-hu   | LGV Pékin - Shanghai (Jing-hu)                      | Principale ligne nord-sud de Chine orientale, reliant Pékin, Jinan, Tai'an, Xuzhou, Bengbu, Nanjing et Shanghai       | 350                     | 1302          | 2008-04-18                    | 2011             |
| Jing-hu   | LGV Hefei - Bengbu (He-beng)                        | Branche de la LGV Jing-hu de Bengbu à Hefei                                                                           | 300                     | 131           | 2008-01-08                    | 2012             |
| Jing-hu   | LGV Nanjing - Hangzhou (NIng-hang)                  | Branche de la LGV Jing-hu de Nanjing à Hangzhou                                                                       | 350                     |               |                               |                  |
| Jing-gang | LGV Pékin - Canton (Jing-guang)                     | Grande ligne nord-sud de Chine centrale, composée des LGV Pékin - Shijiazhuang, Shijiazhuang - Wuhan, Wuhan - Canton. | 350                     | 2087          | 2005-09-01                    | 2012             |
| Jing-gang | LGV Canton - Shenzhen - Hong Kong (Guang-shen-gang) | Extension de Canton à Hong Kong via Shenzhen                                                                          | 200 - 350               | 142           | 2008-08-20                    | 2018-09-23       |
| Hang-shen | LGV Hangzhou - Shenzhen (Hang-shen)                 | Grande ligne côtière de Hangzhou à Shenzhen, via Ningbo, Wenzhou, Fuzhou, Xiamen                                      | 250 - 350               | 1450          | 2005-08-01                    | 2011-01-01       |

#### «Quatre Horizontales» (Est-ouest)
| Couloir et ligne                             | Description | Vitesse maximale (km/h) | Longueur (km) | Date de début de construction | Date d'ouverture |
| -------------------------------------------- | --- | ----------------------- | ------------- | ----------------------------- | ---------------- |
| LGV Qingdao - Taiyuan (en) (Qing-tai)        | HSR à travers le nord de la Chine constituée de trois segments reliant Taiyuan, Shijiazhuang, Jinan et Qingdao. - Qingdao - Jinan | 250                     | 873           | 2005-06-01                    | 2012             |
| LGV Xuzhou - Lanzhou (Xu-lan)                | HSR à travers la vallée du fleuve Jaune (Huang He) en Chine centrale, composée de quatre segments reliant Xuzhou, Zhengzhou, Xi'an, Baoji et Lanzhou. | 250 - 350               | 1363          | 2005-06-01                    | 2017-7-9         |
| LGV Shanghai - Wuhan - Chengdu (Hu-han-rong) | Le couloir HSR à travers la vallée du fleuve Yangtze, se compose de la section Shanghai-Nanjing de la section PDL Pékin-Shanghai PDL, et de 7 segments HSR d'utilisation mixte reliant Nanjing, Hefei, Wuhan, Yichang, Lichuan, Chongqing, Suining et Chengdu. | 200 - 350               | 2078          | 2003-12-01                    | 2012             |
| LGV Shanghai - Kunming (Hu-kun)              | Ligne affectée au trafic passagers reliant Chine orientale, centrale et du sud ouest. Elle est composée de trois sections reliant Shanghai, Hangzhou, Changsha et Kunming. - Shanghai - Hangzhou - Hangzhou - Changsha - Changsha - Kunming                    | 350                     | 2066          | 2008-12-28                    | 2014             |

### Accident de Wenzhou
Alors que le réseau à grande vitesse est encore en plein développement, un grave accident eut lieu le samedi 23 juillet 2011 près de la ville de Wenzhou, dans la province du Zhejiang. Quarante personnes, dont trois étrangers, furent tuées lorsqu'un train à grande vitesse, immobilisé après que la ligne eut été frappée par la foudre, fut percuté à l'arrière par un autre convoi, ce qui entraina la chute depuis un viaduc de quatre voitures. On dénombre aussi 210 passagers blessés. Le ministre des Chemins de fer, Sheng Guangzu, ordonna « une enquête approfondie » sur les causes de l'accident.
Parmi les réformes-clés annoncées par Xi Jinping en mars 2013 lorsqu’il est devenu Président figurait en bonne place le démantèlement du ministère des Chemins de fer. L’ancien titulaire de ce ministère, Liu Zhijun, l’artisan du programme CRH, fut condamné à mort pour prévarication en juillet 2013. China Railway, la société d’exploitation créée en 2013 pour prendre le relais et qui emploie 3 millions de salariés, supporte une dette énorme : 500 milliards de dollars. Ses pertes sur neuf mois en 2013 s’élevaient à 280 millions de dollars.

### Premier réseau mondial, toujours en expansion
Alors que le réseau ferroviaire chinois était plutôt ancien et lent, les décennies de 2000 et de 2010 voient le développement très rapide d'un réseau de lignes à grande vitesse, contribuant à moderniser le réseau chinois. La Chine devient ainsi le pays disposant du plus grand réseau de lignes à grande vitesse dans le monde.
Avec la construction du plan « Quatre Verticales et quatre Horizontales », le réseau à grande vitesse chinois constitue, en 2012, la moitié du réseau de lignes à grande vitesse (LGV) de la planète.
En 2013, le réseau dispose de plus de 10 000 kilomètres de voies à grande vitesse.
En 2015, 961 millions de voyages ont été effectués en lignes à grande vitesse.
En 2016, le réseau à grande vitesse double en seulement 3 ans la longueur des voies avec plus de 20 000 kilomètres de voies. La Chine dit disposer d'au moins six lignes à grande vitesse rentables, effectuer des essais avec des trains avançant à 420 km/h pour fonctionner sur le réseau domestique ainsi que sur la ligne russe de Moscou à Kazan.
En 2017, le réseau comptait 22 000 kilomètres de voies à grande vitesse, soit 60 % du total mondial.
En 2018, le réseau de LGV chinoises constituait environ 66 % du réseau de LGV de la planète.
Le 23 septembre 2018 est ouverte la LGV Canton - Shenzhen - Hong Kong, connectant ainsi la région administrative spéciale de Hong Kong au reste du réseau chinois.
En juillet 2020, le réseau totalise plus de 36 000 kilomètres de voies à grande vitesse.
Fin décembre 2020, le réseau totalise environ 38 700 kilomètres de voies à grande vitesse.
En décembre 2021, le réseau atteint environ 40 000 kilomètres de voies à grande vitesse.
En décembre 2022, le réseau comptabilise plus de 42 000 kilomètres de voies à grande vitesse.

En septembre 2024, le réseau comptabilise plus de 46 000 kilomètres de voies à grande vitesse.

Evolution du réseau à grande vitesse en Chine
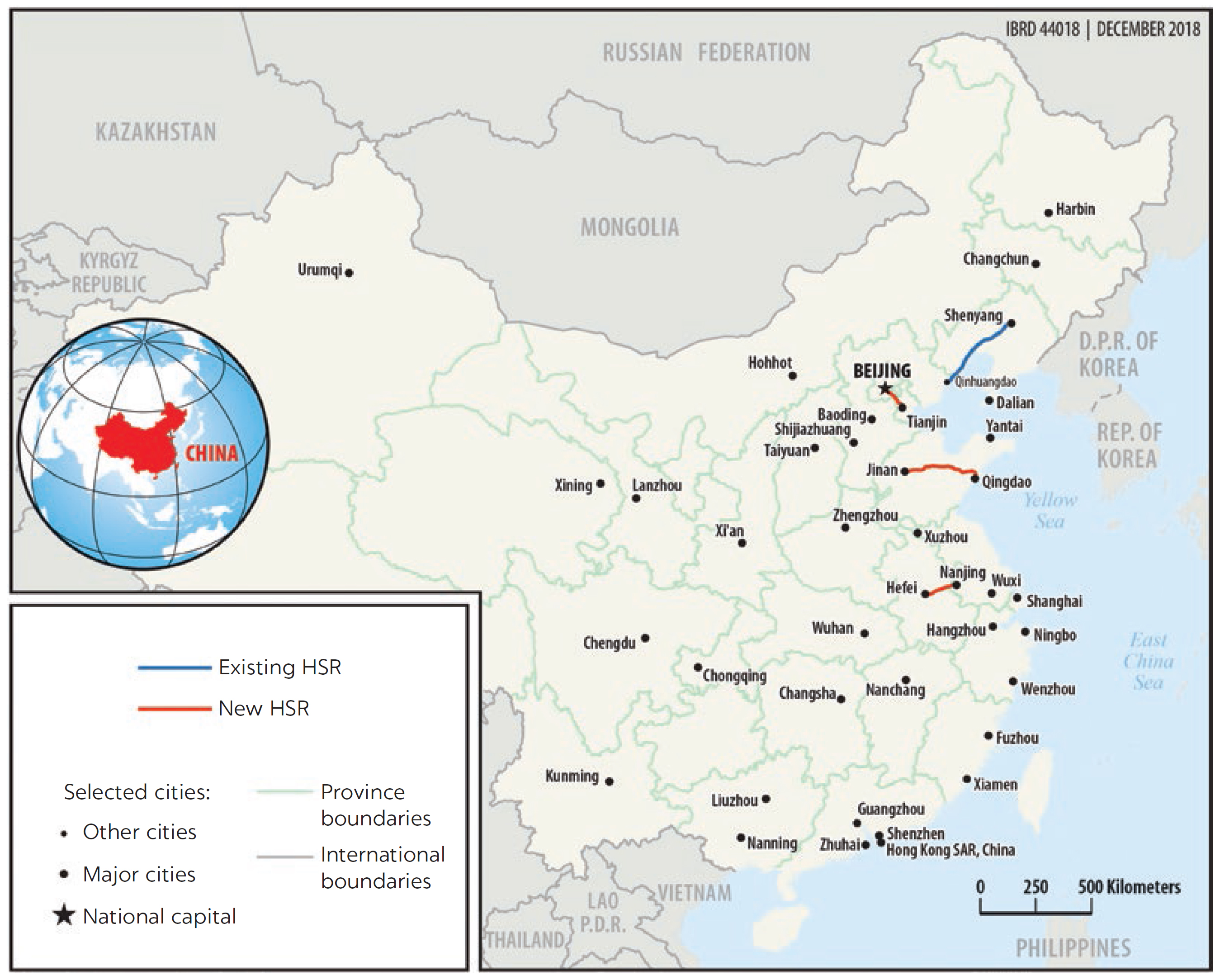
2008
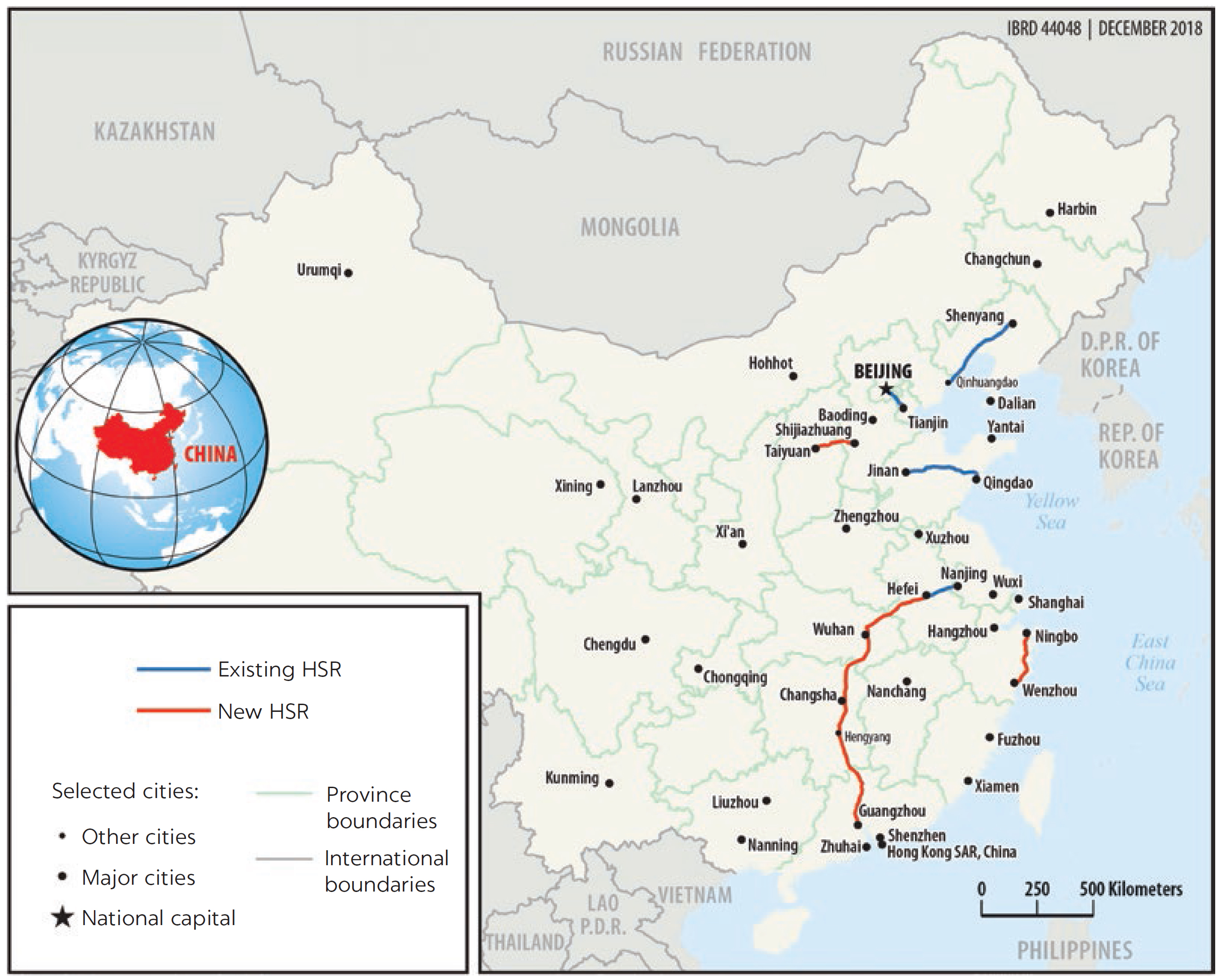
2009
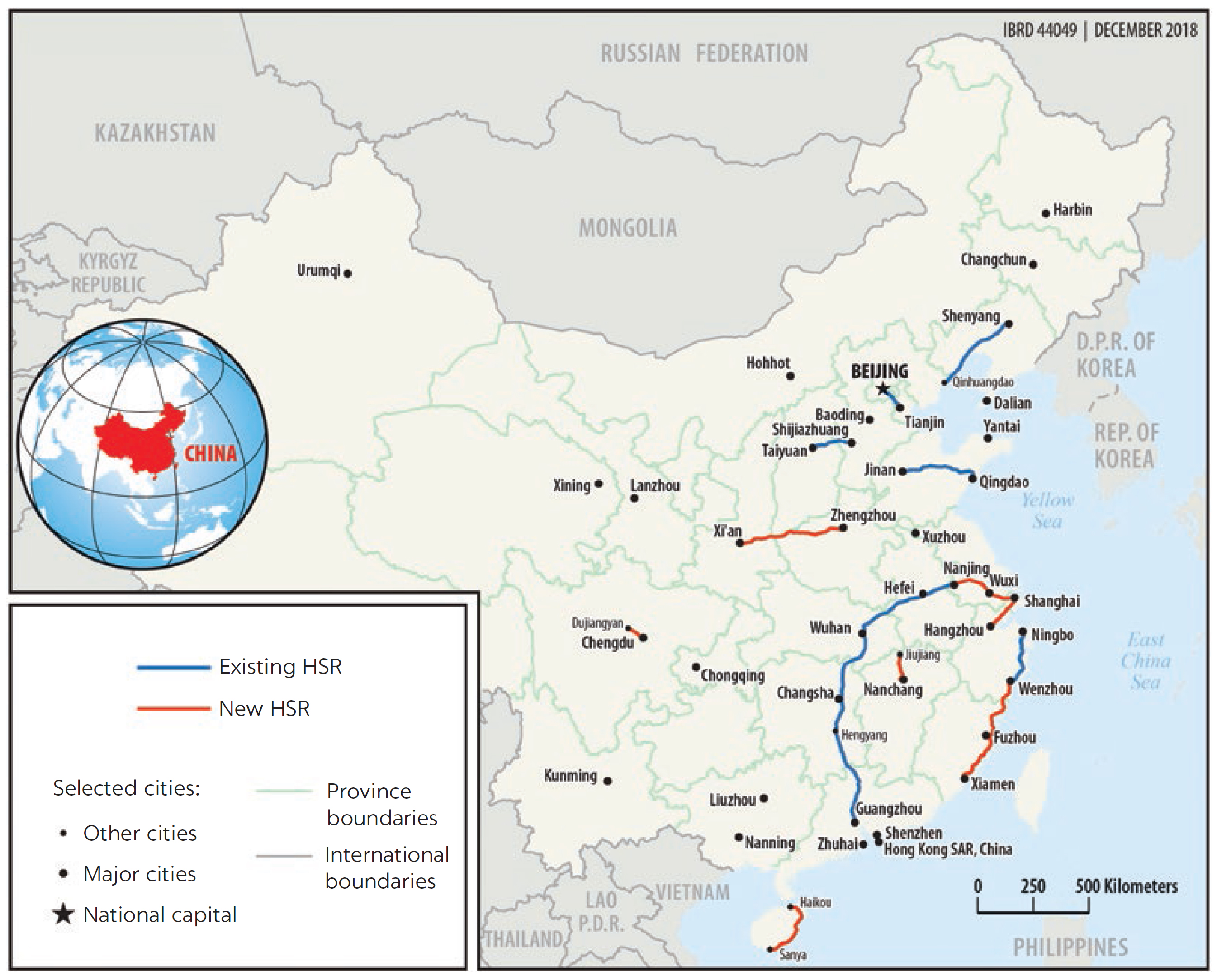
2010
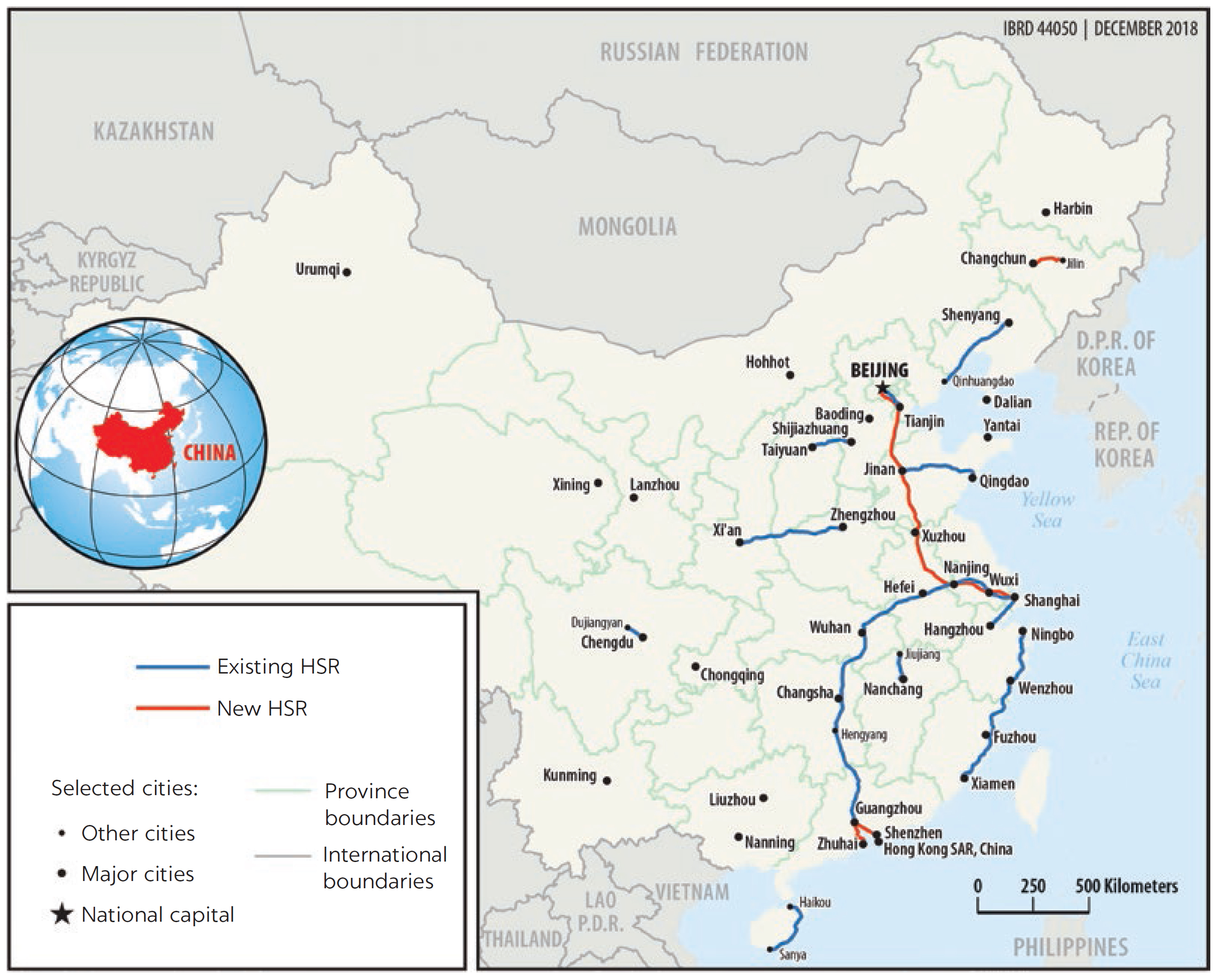
2011
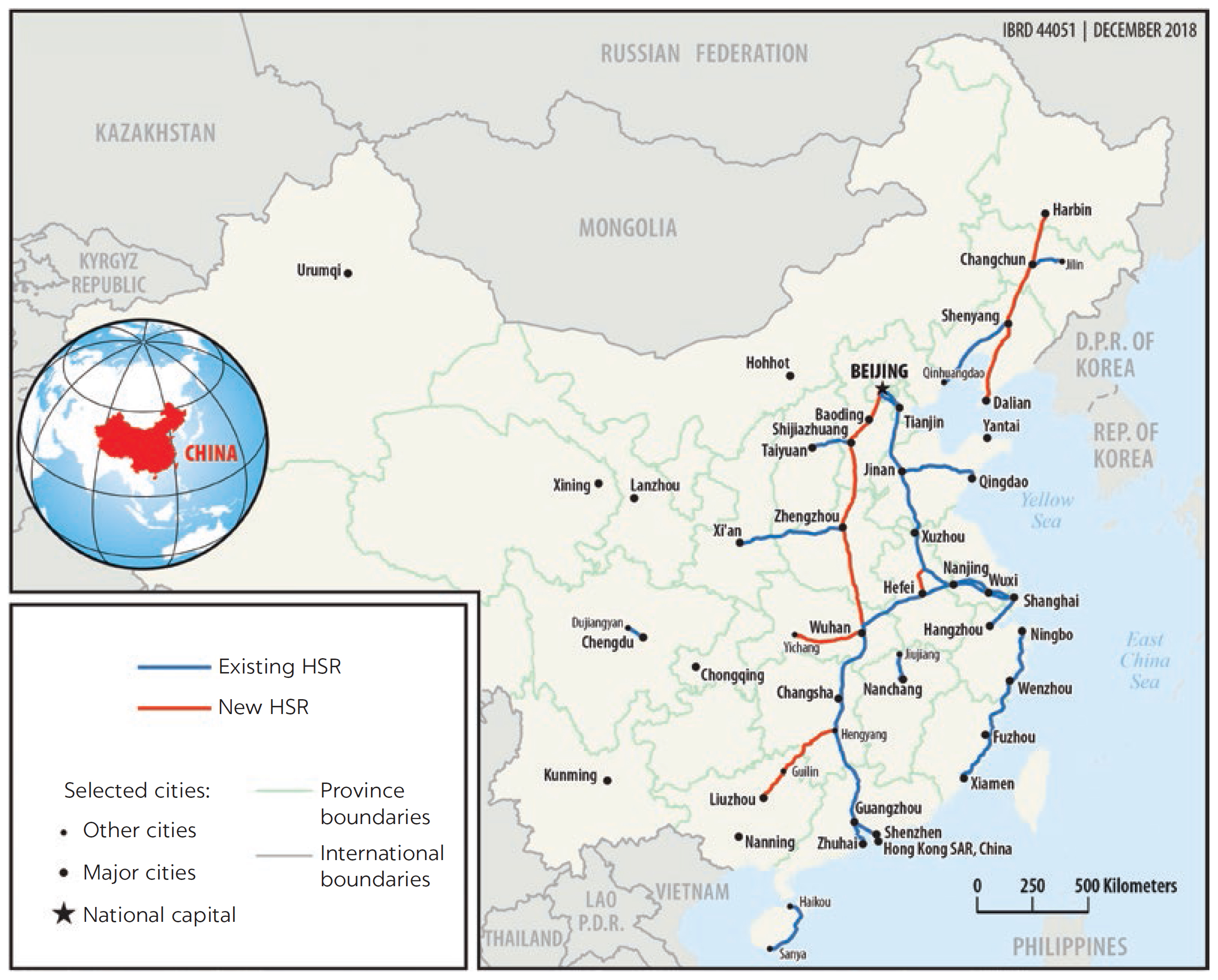
2012
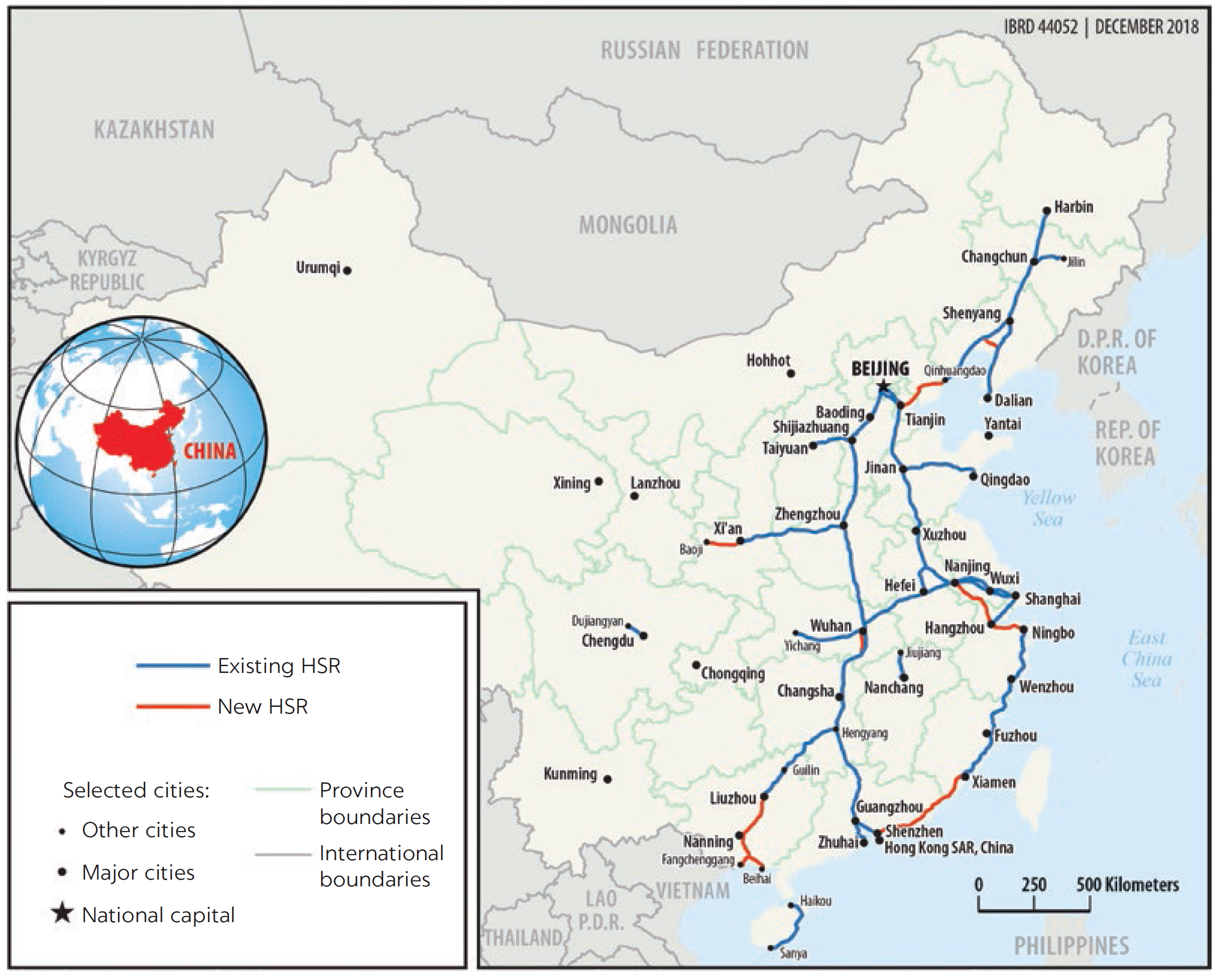
2013
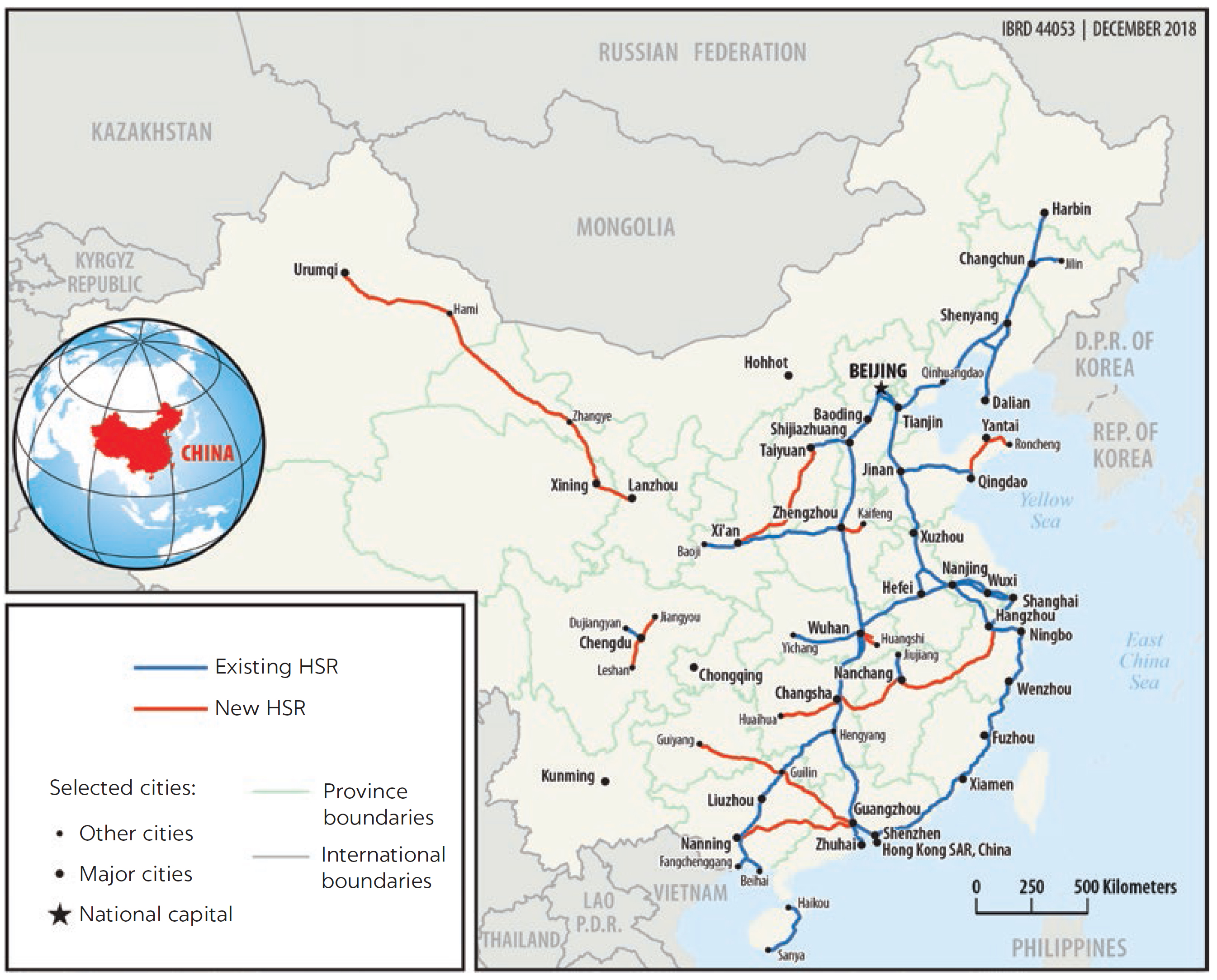
2014
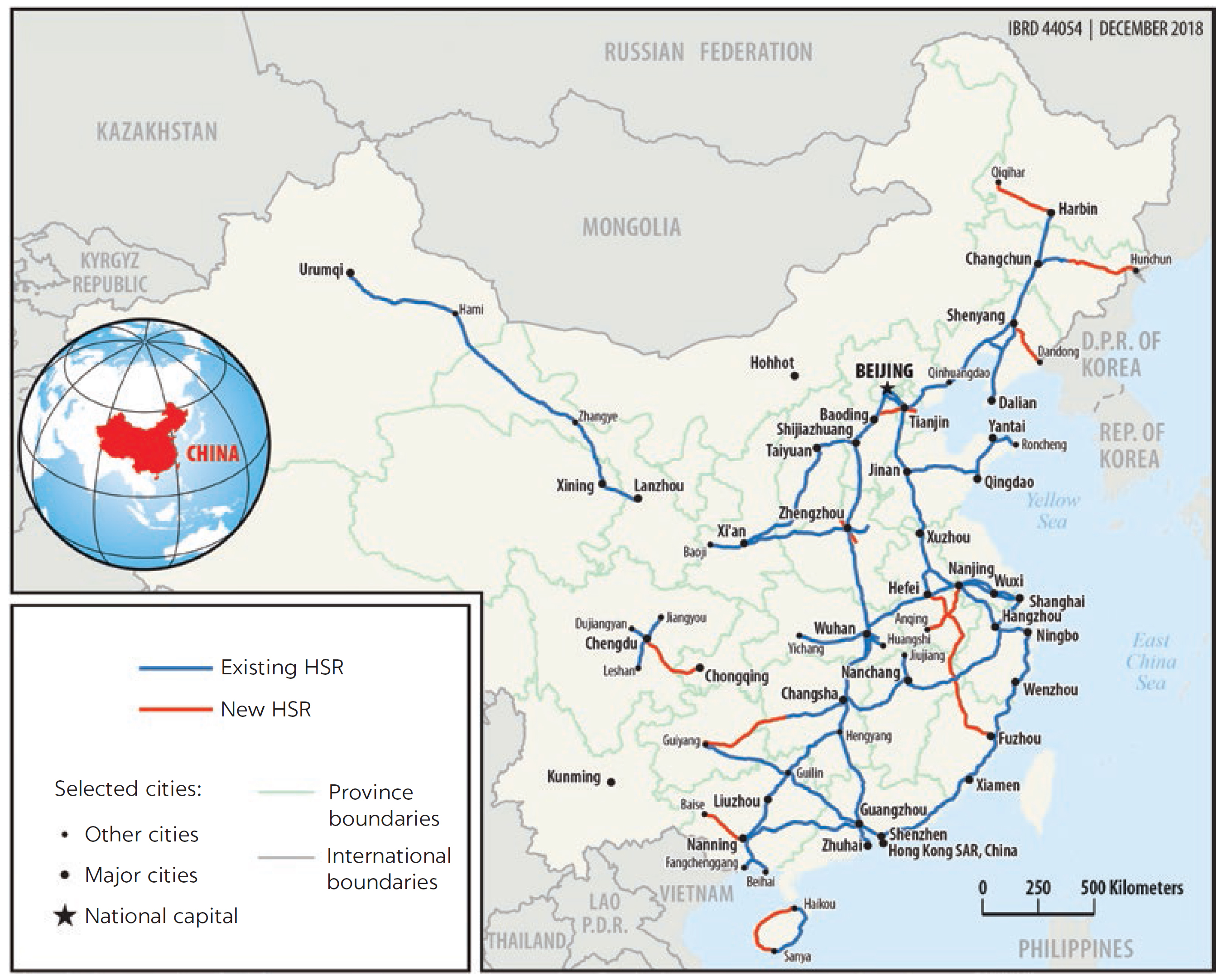
2015
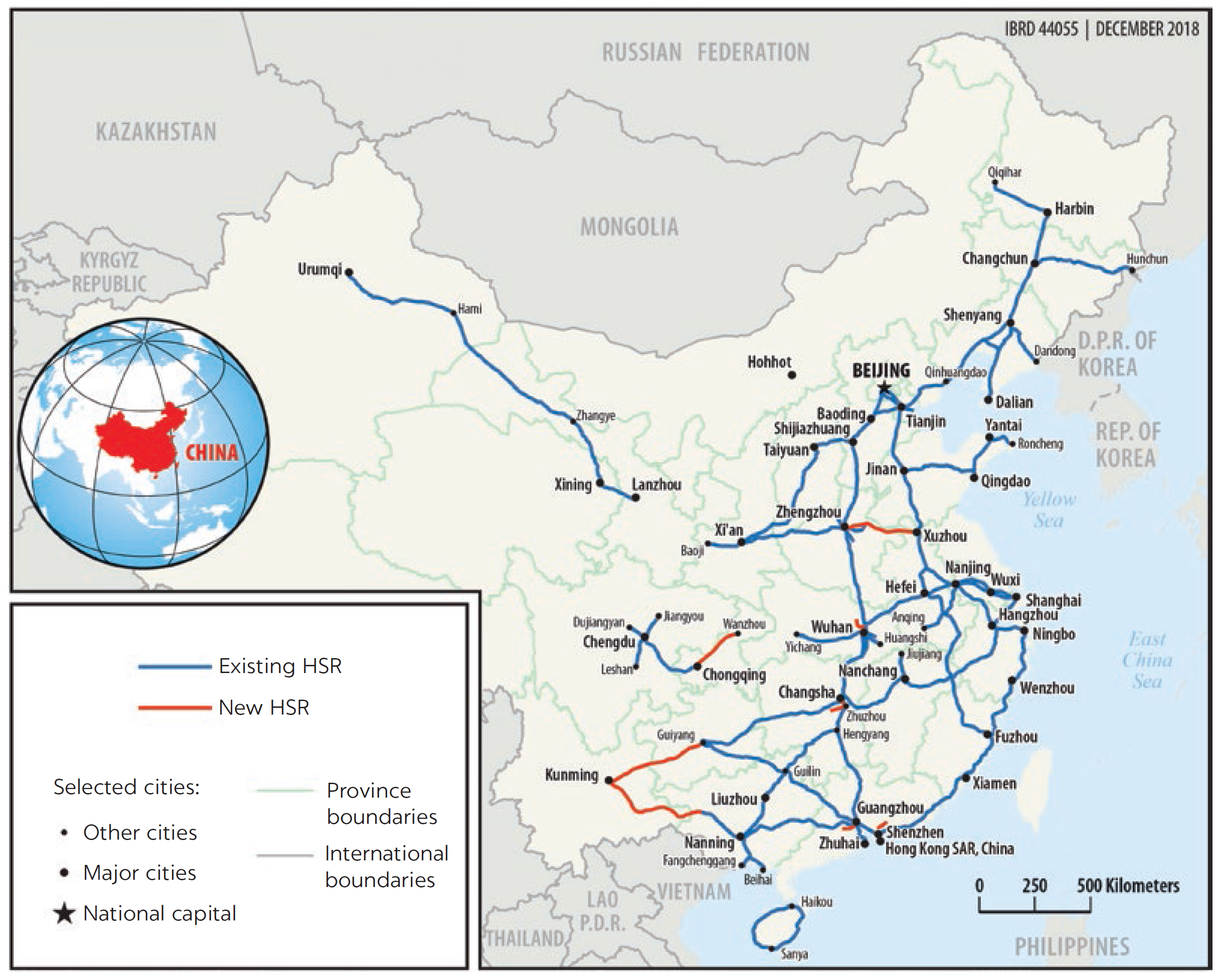
2016
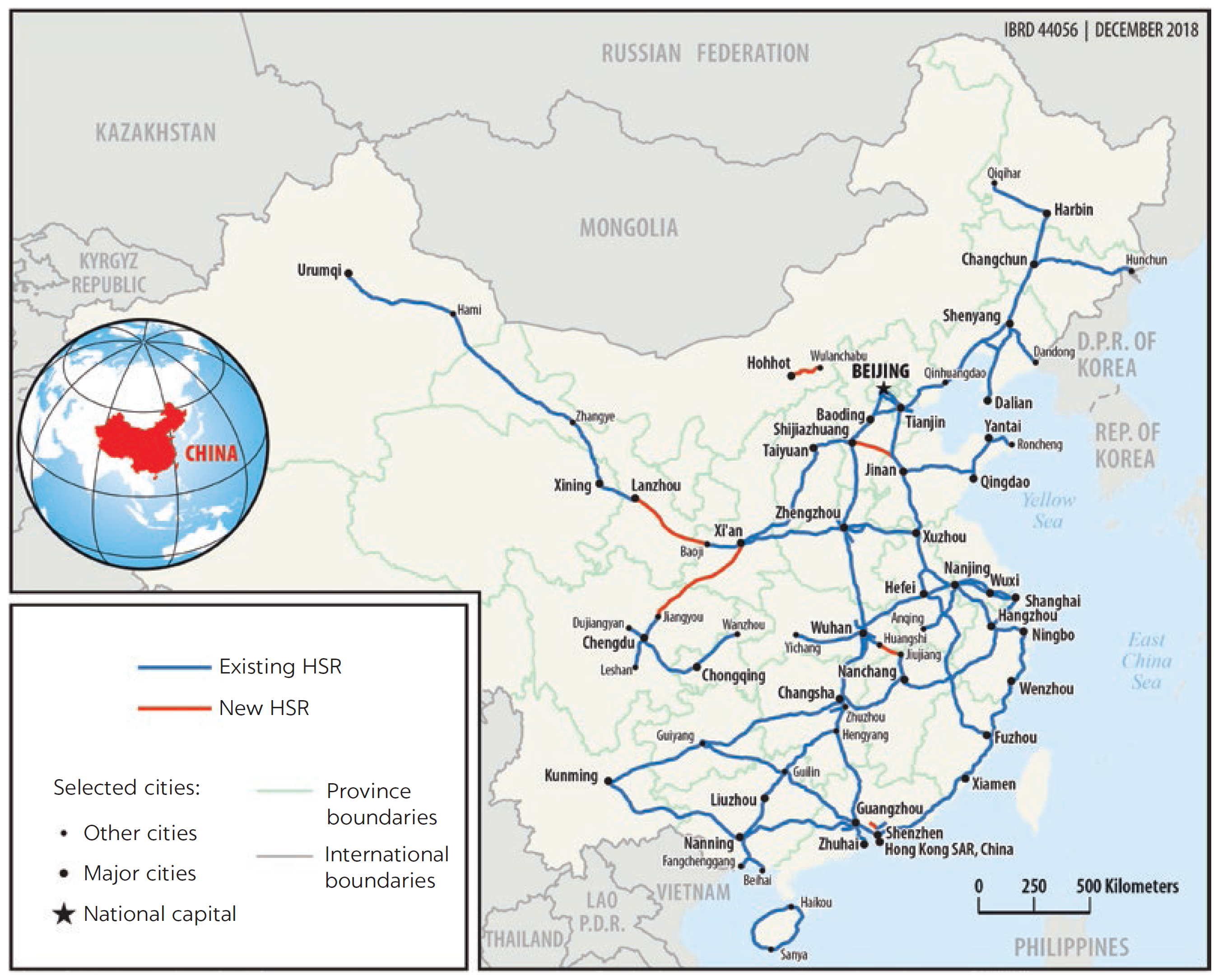
2017

## Réseau actuel

Le réseau à grande vitesse en Chine
LGV à 300-350 km/h
LGV à 200–299 km/h
Lignes classiques avec services CRH/CR
Lignes classiques sans services CRH/CH

Le réseau de transport ferroviaire en Chine toutes vitesses confondues est l'un des plus grands au monde avec ses 160 000 km de lignes à la mi septembre 2024 et le deuxième rang mondial après les États-Unis.
Le réseau des lignes à grande vitesse chinoises se situe de loin au premier rang mondial atteignant plus de 46 000 km en septembre 2024.
La Chine exploite 9600 trains à grande vitesse chaque jour.
La Chine exploite un train de nuit à grande vitesse. Dans les autres pays, le parcours d'une longue distance se fait soit en train de nuit pour un voyage plus long, soit en TGV pour un voyage plus rapide. Le train de nuit à grande vitesse en Chine s'explique par un trajet d'une distance plus longue que les longs trajets existants par ailleurs.
La carte ci-contre montre le réseau des lignes permettant la circulation des trains à grande vitesse (CRH/CR) qui desservent la grande majorité des villes chinoises, concentrées dans la partie est du pays.
(* : LGV de type Intercité, avec des gares en général plus rapprochées pour une desserte régionale, avec des trains de catégorie C).
Du fret allant également jusqu'à 350 km/h a également été mis en place depuis fin 2020, permettant d’accélérer les livraisons entre les villes. Les matières premières telles que le bois ou le charbon ne sont pas transporté, il s'agit de rames proches des rames pour voyageurs, bénéficiant donc de son aérodynamisme, dans lequel l'intérieur est aménager pour recevoir des caisses de livraison.

### Vitesse commerciale jusqu'à350km/h
- LGV Pékin - Tianjin* (Jing-jin) : 118 km, depuis le 1er août 2008
- LGV Zhengzhou - Xi'an (Zheng-xi) : 455 km, depuis le 6 février 2010
- LGV Shanghai - Nankin (Hu-ning) : 296 km, depuis le 1er juillet 2010
- LGV Pékin - Shanghai (Jing-hu) : 1 318 km, depuis le 30 juin 2011
- LGV Hefei - Bengbu (He-beng) : 131 km, depuis le 16 octobre 2012
- LGV Pékin - Canton (Jing-guang) : 2 087 km, composée des sections :
  - LGV Pékin - Shijiazhuang (Jing-shi) : 281 km, depuis le 26 décembre 2012
  - LGV Shijiazhuang - Wuhan (Shi-wu) : 838 km, depuis le 26 décembre 2012
  - LGV Wuhan - Canton : 968 km, depuis le 26 décembre 2009
- LGV Nanjing - Hangzhou (Ning-hang) : 249 km, depuis le 1er juillet 2013
- LGV Hangzhou - Ningbo (Hang-yong) : 150 km, depuis le  1er juillet 2013
- LGV Hefei - Fuzhou (He-fu) : 808 km, depuis le 28 juin 2015
- LGV Chengdu - Chongqing (Cheng-yu) : 305 km, depuis le 26 décembre 2015
- LGV Zhengzhou - Xuzhou (Zheng-xu) : 357 km, depuis le 10 septembre 2016
- LGV Shanghai - Kunming (Hu-kun), 2 266 km, composée des sections : 
  - LGV Shanghai - Hangzhou (Hu-hang) : 158 km, depuis le 26 octobre 2010
  - LGV Hangzhou - Changsha (Hang-chang) : 591 km, depuis le 10 décembre 2014
  - LGV Changsha - Kunming (Chang-kun) : 461 km, depuis le 28 décembre 2016 en totalité
- LGV Canton - Shenzhen - Hong Kong (Guang-shen-gang), 142 km, depuis le 23 septembre 2018 en totalité
- LGV Qingdao - Jinan (Ji-qing) : 308 km, depuis le 26 décembre 2018
- LGV Pékin - Harbin (Jing-ha) : 
  - LGV Harbin - Dalian : 904 km, depuis le 1er décembre 2012
  - LGV Pékin - Shenyang : partiellement entre Shenyang - Chengde, depuis le 29 décembre 2018, en totalité depuis 2021
- LGV Pékin - Zhangjiakou* (Jing-zhang) : 174 km, depuis le 30 décembre 2019[19]
- LGV Xuzhou - Lianyungang : 180 km, depuis février 2021

### Vitesse commerciale jusqu'à250km/h
- LGV périphérique est de Hainan : 308 km, depuis le 30 décembre 2010
- LGV Canton - Zhuhai* (Guang-zhu): 178 km, depuis le 31 décembre 2012
- LGV Hangzhou - Shenzhen (Hang-shen) : 1450 km, composée des sections :
  - LGV Hangzhou - Ningbo (Hang-yong), section à 350 km/h, depuis le 1er juillet 2013
  - Ligne Ningbo - Taizhou - Wenzhou
  - Ligne Wenzhou - Fuzhou
  - Ligne Fuzhou - Xiamen
  - Ligne Xiamen - Shenzhen
- LGV Lanzhou - Ürümqi (Lan-xin) : 1787 km, depuis 26 décembre 2014
- LGV périphérique ouest de Hainan : 344 km, depuis le 30 décembre 2015
- LGV Xuzhou - Lanzhou (Xu-lan) : composée des sections :
  - LGV Zhengzhou - Xuzhou (Zheng-xu) : section à 350 km/h, 357 km, depuis le 10 septembre 2016
  - LGV Zhengzhou - Xi'an (Zheng-xi) : section à 350 km/h, 455 km, depuis le 6 février 2010
  - LGV Xi'an - Baoji (Xi-bao) : 148 km, depuis le 28 décembre 2013
  - LGV Baoji - Lanzhou : 400 km, depuis le 9 juillet 2017
- LGV Xi'an - Chengdu : 683 km, depuis le 6 décembre 2017 en totalité

## Lignes en projet ou en construction

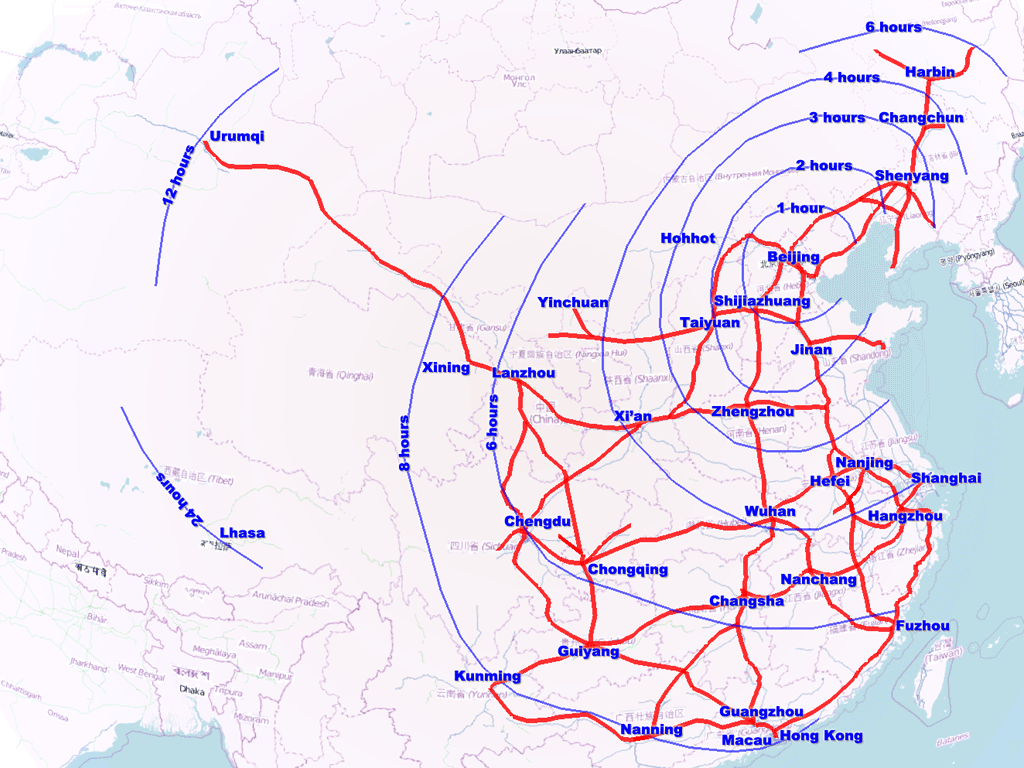
Carte montrant le réseau ferroviaire à grande vitesse projeté en Chine aux alentours de 2020 et le temps de trajet par rail depuis Beijing (Pékin) vers chacune des capitales provinciales.

Situation actuelle de la Chine : 96 % des villes chinoises de plus de 500 000 habitants sont desservies en septembre 2024 par les 46 000 km de voies à grande vitesse. Ensuite, l'ambition de la Chine est de porter son réseau à 70 000 km d'ici 2035.

### «Huit Verticales et huit horizontales»
Le plan « Quatre verticales et quatre horizontales » étant quasiment achevé en 2016, le gouvernement a présenté sur cette base la réalisation du plan « Huit Verticales et huit horizontales » (八纵八横) qui vise à réaliser un réseau performant pouvant desservir toutes les capitales des provinces et les relier entre elles, complété par des lignes complémentaires. 

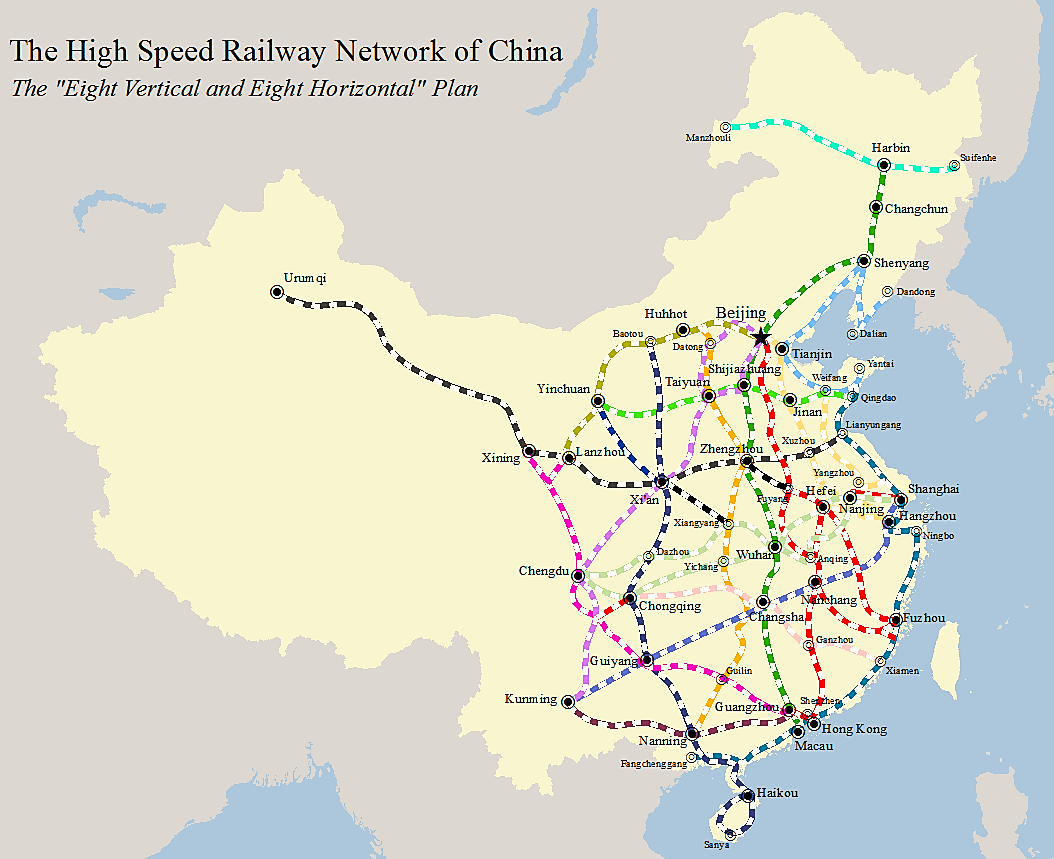
Réseau des Passenger dedicated line (PDL) en Chine (février 2018)

#### Huit Verticales
- Couloir littoral : Dalian (Dandong) - Qinhuangdao - Tianjin - Dongying - Weifang - Qingdao (Yantai) - Lianyungang - Yancheng - Nantong - Shanghai - Ningbo - Fuzhou - Xiamen - Shenzhen - Zhanjiang - Beihai (Fangchenggang)
- Couloir Jing-hu (Pékin - Shanghai) : Pékin - Tianjin - Jinan - Nanjing - Shanghai (Hangzhou) / Nanjing - Hangzhou / Bengbu - Hefei - Hangzhou
- Couloir Jing-tai (Pékin - Taipei) : Pékin - Xiong'an - Hengshui - Heze - Shangqiu - Fuyang - Hefei (Huanggang) - Jiujiang - Nanchang - Ganzhou - Shenzhen - Hong Kong (Kowloon) / Hefei - Fuzhou - Taipei / Nanchang - Fuzhou - Putian
- Couloir Jing-ha (Pékin - Harbin) / Jing-gang-ao (Pékin - Hong Kong - Macao) : Harbin - Changchun - Shenyang - Pékin - Shijiazhuang - Zhengzhou - Wuhan - Changsha - Canton - Shenzhen - Hong Kong / Canton - Zhuhai - Macao
- Couloir Hu-nan (Hohhot - Nanning) : Hohhot - Datong - Taiyuan - Zhengzhou - Xiangyang - Changde - Yiyang - Shaoyang - Yongzhou - Guilin - Nanning
- Couloir Jing-kun (Pékin - Kunming) : Pékin - Xiong'an - Baoding - Xinzhou - Taiyuan - Xi'an - Chengdu (Chongqing) - Kunming / Pékin - Zhangjiakou - Datong - Taiyuan
- Couloir Bao-yin - hai (Baotou / Yinchuan - Haikou) : Baotou - Yan'an - Xi'an - Chongqing - Guiyang - Nanning - Zhanjiang - Haikou - Sanya / Yinchuan - Xi'an / Périphérique de Hainan
- Couloir Lan-xi - guang (Lanzhou / Xining - Canton) : Xining - Lanzhou - Chengdu - Chongqing - Canton

#### Huit Horizontales
- Couloir Sui-man (Suifenhe - Manzhouli) : Suifenhe - Mudanjiang - Harbin - Qiqihar - Halar - Manzhouli
- Couloir Jing-lan (Pékin - Lanzhou) : Pékin - Hohhot - Lanzhou - Yinchuan
- Couloir Qing-yin (Qingdao - Yinchuan) : Qingdao - Jinan - Shijiazhuang - Taiyuan - Yinchuan
- Couloir du pont continental eurasien : Lianyungang - Xuzhou - Zhengzhou - Xi'an - Lanzhou - Xining - Urumqi
- Couloir du fleuve Yangtsé : Shanghai - Nanjing - Hefei - Wuhan - Chongqing - Chengdu / Nanjing - Anqing - Jiujiang - Wuhan - Yichang - Chongqing / Wanzhou - Chongqing - Suining - Chengdu
- Couloir Hu-kun (Shanghai - Kunming) : Shanghai - Hangzhou - Nanchang - Changsha - Guiyang - Kunming
- Couloir Xia-yu (Xiamen - Chongqing) : Xiamen - Longyan - Ganzhou - Changsha - Changde - Zhangjiajie - Qianjiang - Chongqing
- Couloir Guang-kun (Canton - Kunming) : Canton - Nanning - Kunming

## Matériel roulant
L'exploitation des rames, des voies et des services du réseau de trains à grande vitesse est gérée depuis juin 2019 par la compagnie nationale China State Railway Group Company, plus simplement China Railway (CR), qui était anciennement avant les réformes le ministère des Chemins de fer.

Les premiers trains à grande vitesse de la Chine ont été importés ou construits dans le cadre d'accords de transfert de technologie avec des constructeurs de trains étrangers, notamment, Siemens, Bombardier et Kawasaki Heavy Industries. Avec le soutien technologique initial, les ingénieurs chinois ont redessiné les composants internes des trains et construit des trains indigènes fabriqués par la société nationale chinoise CRRC Corporation.

### Hexie (CRH)

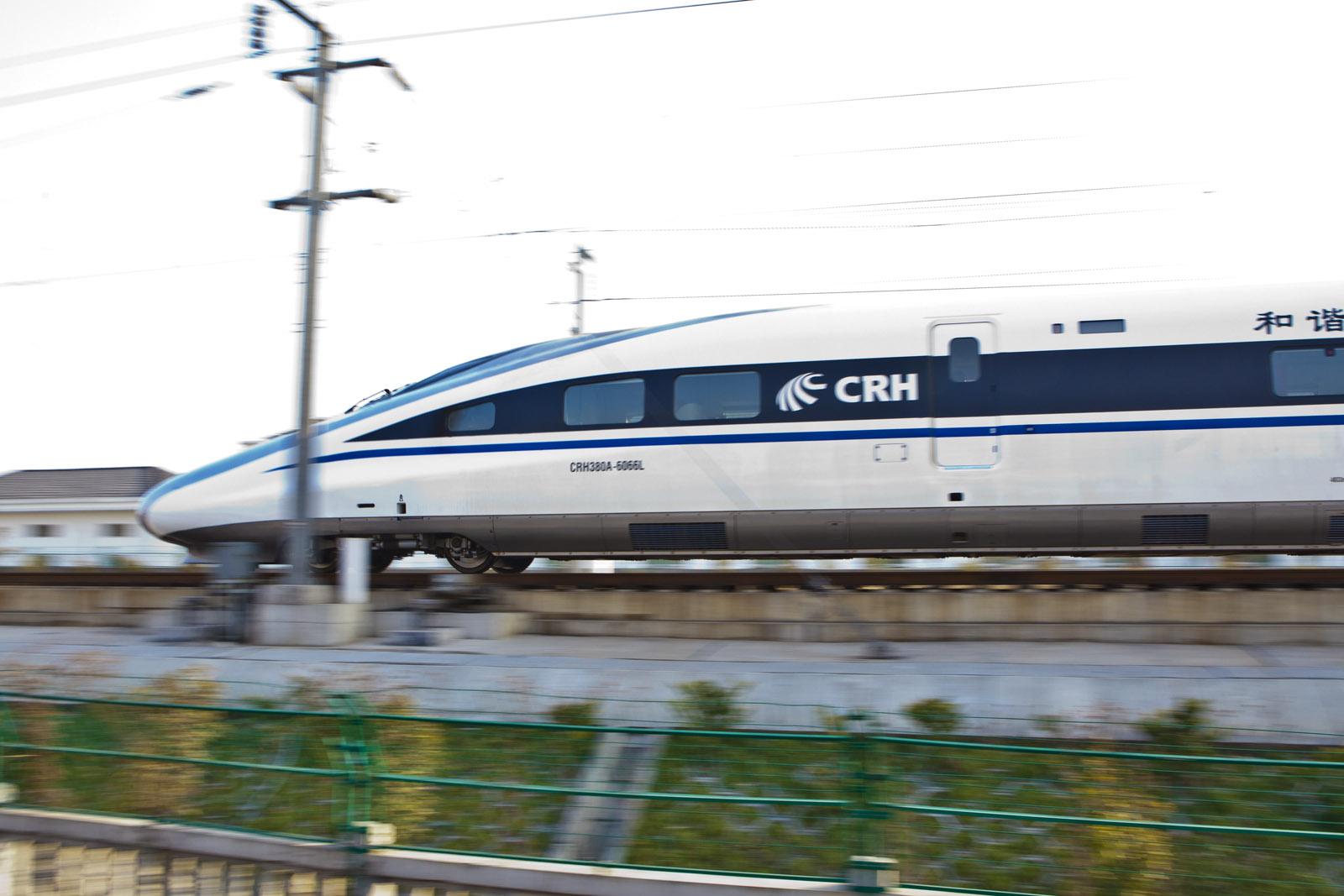
Hexie CRH380 avec le logo CRH

Inaugurée en avril 2007, la première gamme des trains à grande vitesse issue des technologies étrangères porte le nom de Hexie Hao (和谐号, héxié hào, « Harmonie ») et les noms des différentes versions commencent par CRH (China Railway High-speed) : CRH1, CRH2, CRH3, CRH5, CRH6 ainsi que les CRH380 qui sont des versions modifiées et améliorées des versions originales.

### Fuxing (CR)

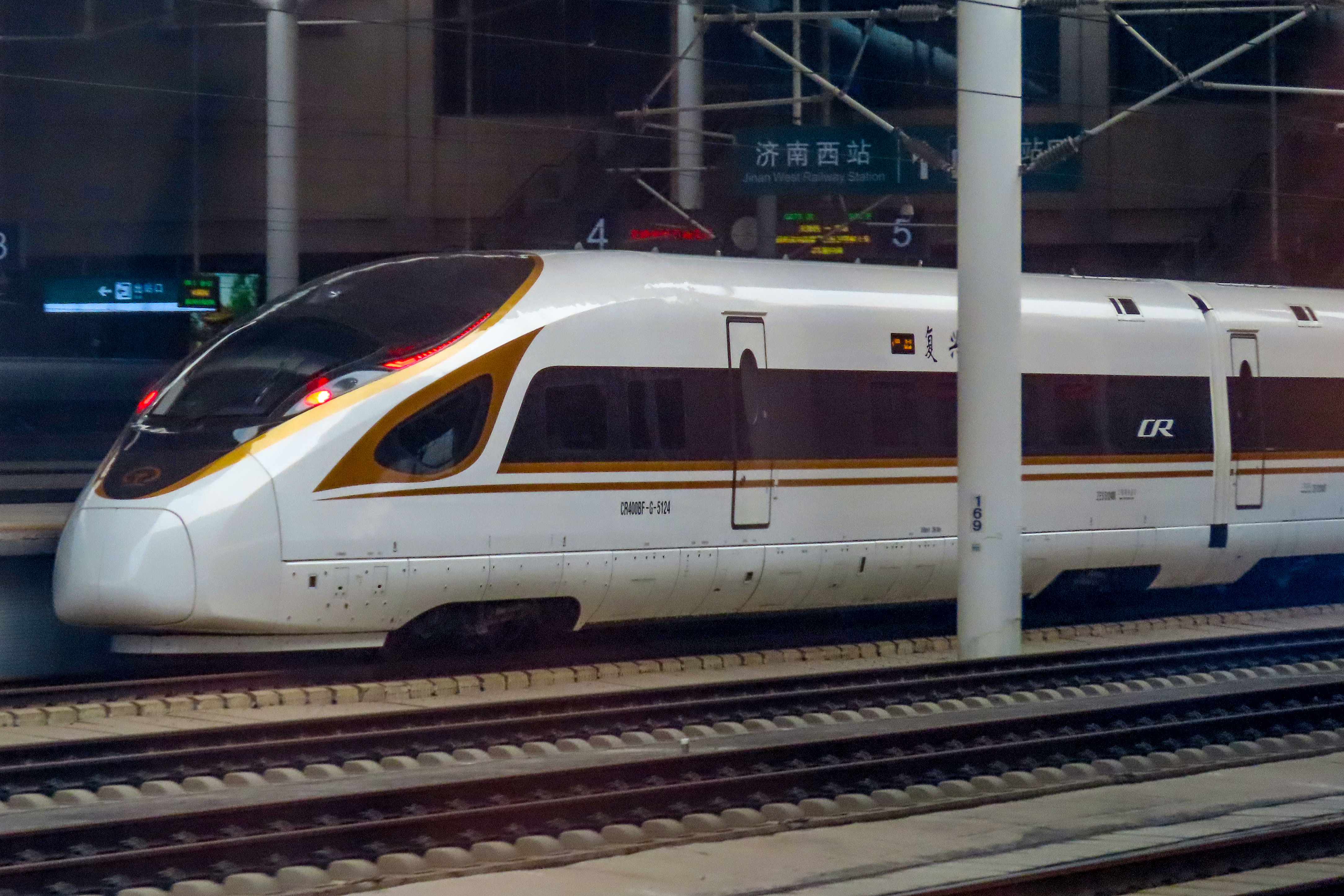
Fuxing CR400B avec le logo CR

En juin 2017, la nouvelle gamme des trains à grande vitesse de technologie chinoise à 97 % (une construction en Chine à 100 %) Fuxing Hao (复兴号, fùxīng hào, « Renaissance ») est annoncé comme pouvant circuler à une vitesse maximale de plus de 400 km/h. Ces nouveaux trains peuvent rouler à une vitesse commerciale de 250 km/h à 350 km/h sur une voie à grande vitesse améliorée / dédiée. Les trains de la gamme Fuxing abandonnent la numérotation précédée par CRH. Désormais, les nouveaux trains Fuxing portent la marque CR (China Railway), en cohérence avec le nom de la compagnie nationale, suivi d'un nombre marquant la catégorie de vitesse : CR200J, CR300, CR400 et CR450 (en développement pour ce dernier).

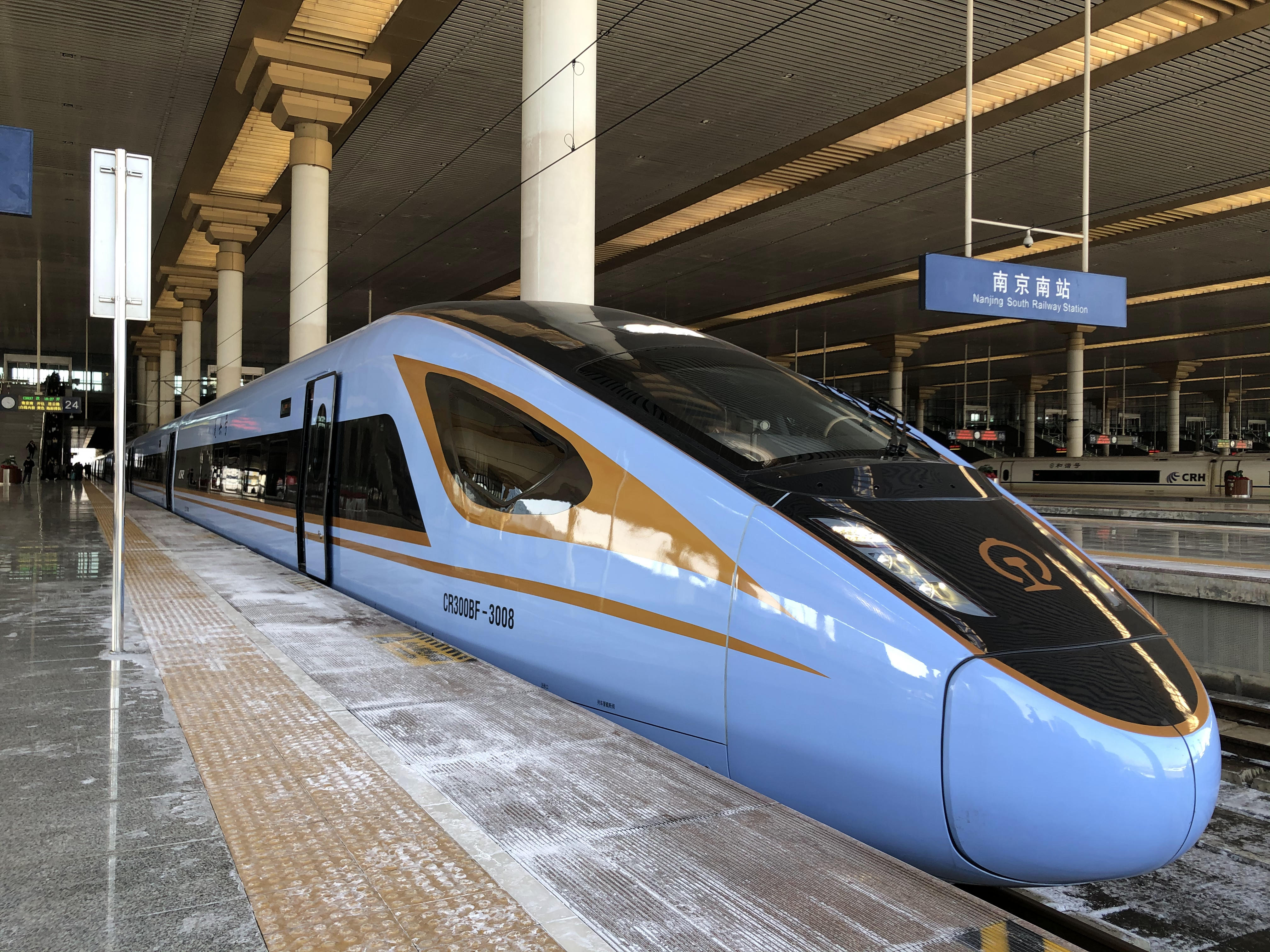
Fuxing CR300BF à la gare de Nankin-Sud

Le 21 septembre 2017 (rodage dès le 26 juin 2017), le Fuxing CR400 est exploité officiellement à la vitesse commerciale maximale de 350 km/h sur la LGV Pékin - Shanghai, la Chine devient alors le pays où la vitesse commerciale est la plus élevée, dépassant le Japon ou la France.
Plusieurs grandes lignes, alors limitées à 300 km/h à cause de l'accident de Wenzhou, permettent à nouveau la vitesse de 350 km/h avec les nouveaux trains Fuxing. Les nouveaux trains Fuxing (CR) remplacent sur les lignes principales les trains Hexie (CRH) qui sont affectés sur des lignes secondaires afin de compléter l'offre grandissante. Une nouvelle variante de ce train fait sont apparition en octobre 2020 (bogies à écartements variables "automatiques", multi-courant, résistance climatique accrue : écarts de températures, etc.) ; il est prévu pour des circulations internationales (futures liaisons Moscou - Beijing par exemple) de fait, il est aussi destiné à la vente vers d'autres pays que la Chine.

### Constructeurs de matériel
La Chine comptait deux grands constructeurs de matériel ferroviaire : China CNR et CSR, toutes deux sociétés d'État, et tous deux impliqués dans la fabrication de rames à grande vitesse. Depuis 2015, les deux compagnies fusionnent pour former CRRC Corporation, regroupant l'étude, la construction, la réparation, la vente et la location de matériel de chemin de fer.
Le 20 juin 2014, lors de la visite du premier ministre chinois Li Keqiang au Royaume-Uni, un accord de principe a été signé sur la participation de la Chine au projet High Speed 2, premier réseau à grande vitesse du Royaume-Uni, en particulier par l’intégration de la China Development Bank (CDB) au financement du projet ; la CDB, spécialisée dans le financement des infrastructures nationales, a une forte expérience du financement de la grande vitesse ferroviaire, en particulier dans le réseau national chinois ; plus de 7 % de ses énormes encours de crédit sont engagés dans le secteur ferroviaire ; China CNR et CSR, les deux grands constructeurs chinois de rames à grande vitesse, pourraient trouver là l'occasion d'emporter leur premier contrat à l'exportation dans la grande vitesse.

## Gares ferroviaires
La plupart des gares classiques portent simplement le nom de la ville, comme la gare de Pékin, la gare de Shanghai. Les nouvelles gares nouvellement construites depuis les années 2000, ou spécialement pour les lignes à grande vitesse, portent en général un suffixe de direction ou plus rarement le nom du quartier local seul ou en suffixe :
- Gare de Xiamen-Nord, Xiamenbei 厦门北
- Gare de Hangzhou-Est, Hangzhoudong 杭州东
- Gare de Pékin-Ouest, Beijingxi 北京西
- Gare de Canton-Sud, Guangzhounan 广州南
- Gare de Shanghai-Hongqiao 上海虹桥

La signalétique en chinois et en anglais dans toutes les gares indique parfois le nom de la gare en anglais, comme Beijing South Railway Station, ou en pinyin, Beijingnan Railway Station.

Dans les affichages de trains ou sur les billets de trains sont indiqués plus couramment le nom de la gare en pinyin. Lors des voyages en trains, il vaut mieux donc connaître les quatre directions en chinois pour ne pas se tromper de gare : -bei (nord, 北), -dong (est, 东), -xi (ouest, 西), -nan (sud, 南).

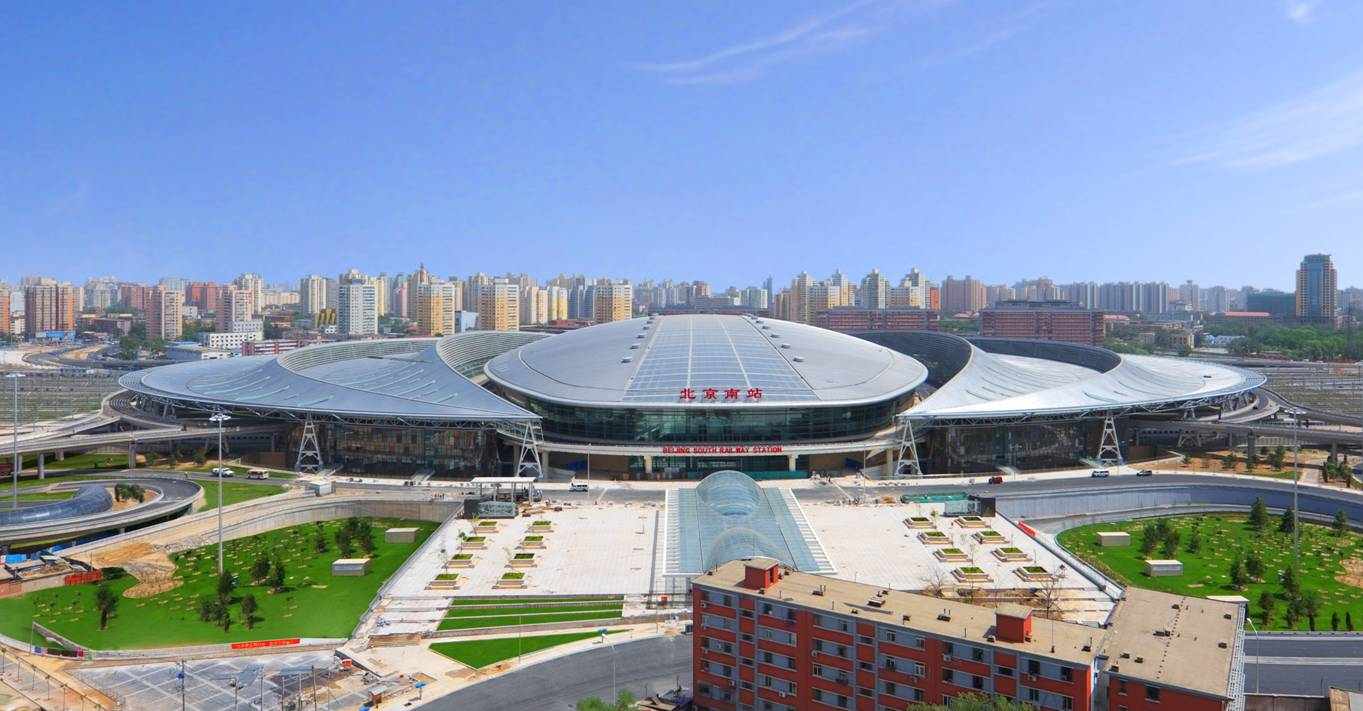
Pékin-Sud
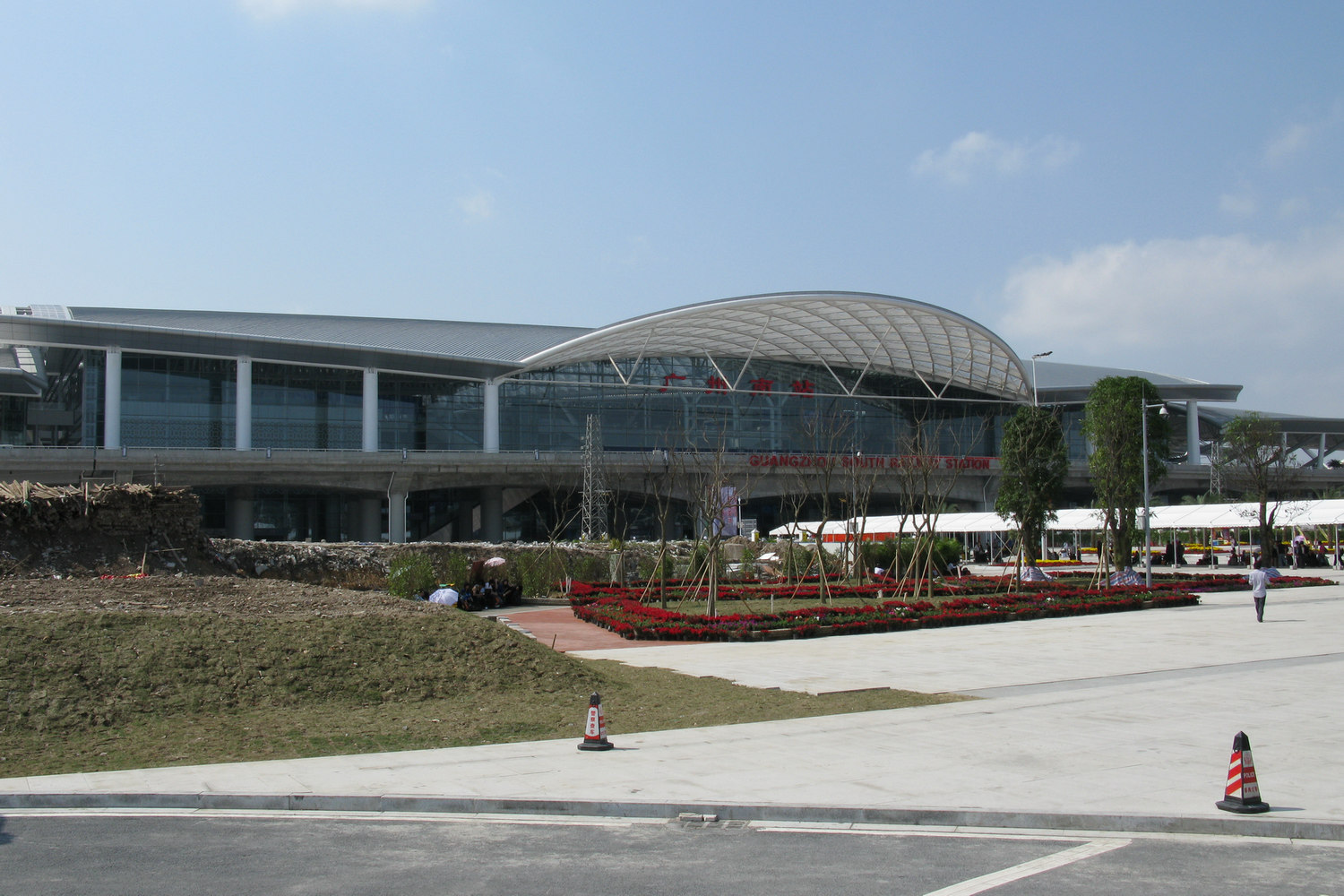
Guangzhou-Sud
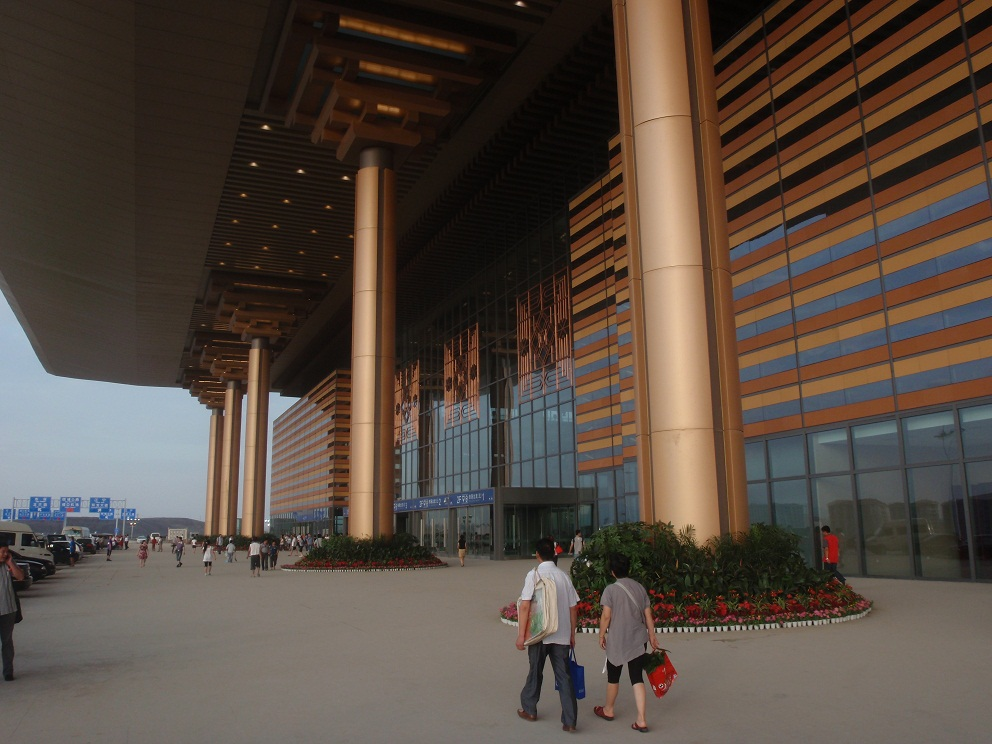
Nanjing-Sud
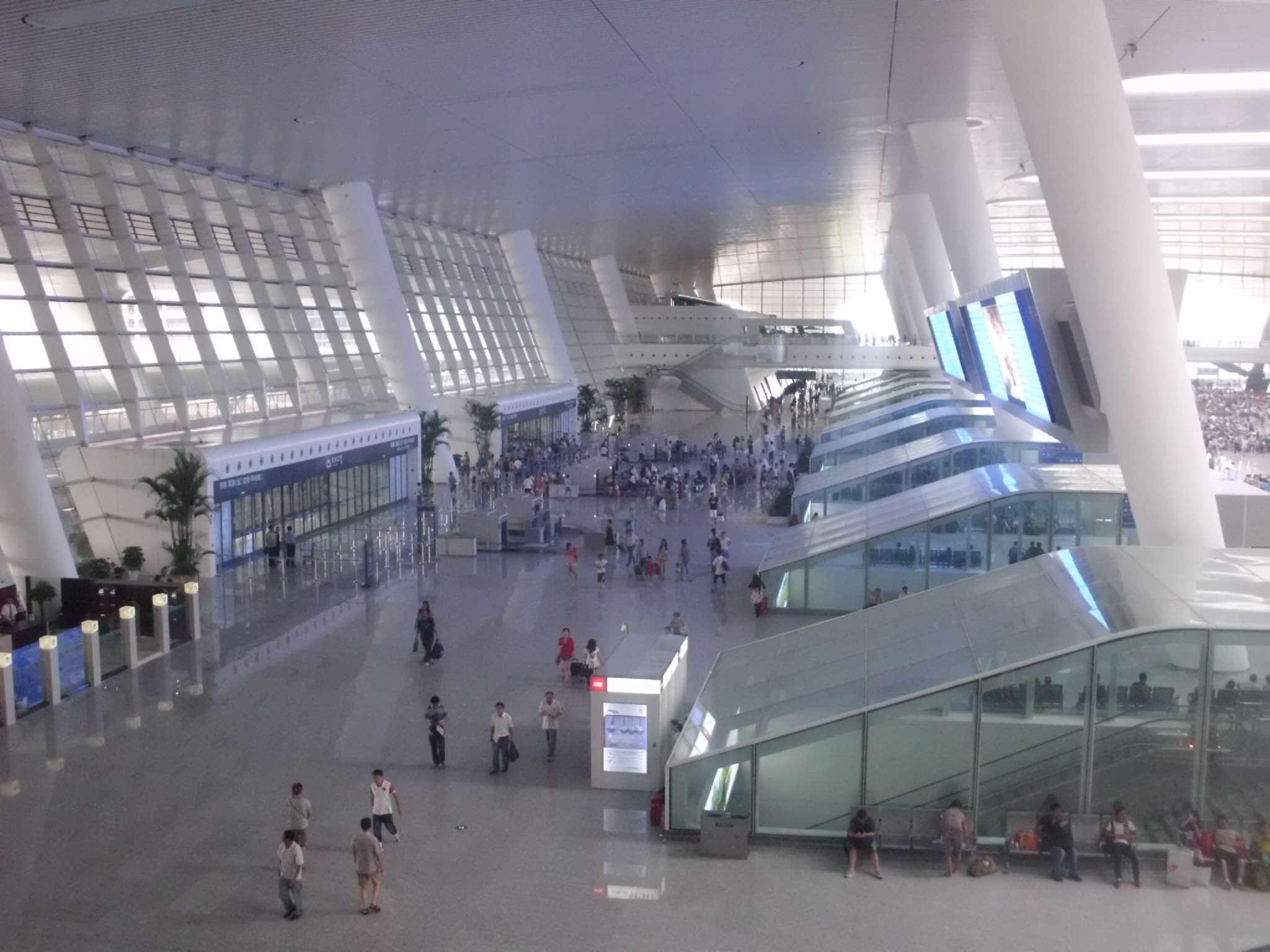
Hangzhou-Est
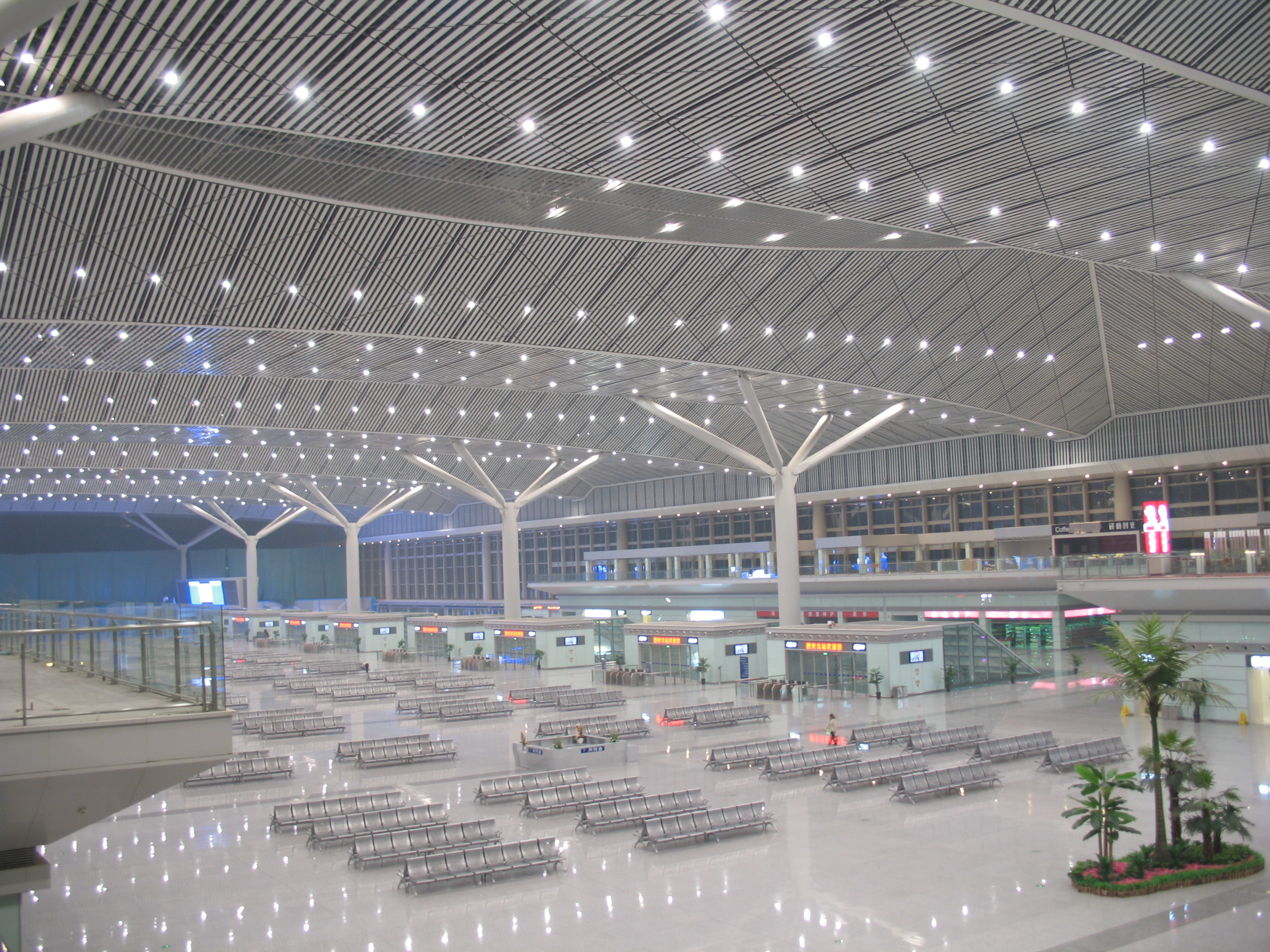
Xi'an-Nord

## Projets internationaux

### Interconnexions
La Chine envisage d'interconnecter son réseau à grande vitesse aux nations voisines dans le cadre de la nouvelle route de la soie notamment annoncée par le président Xi Jinping à l'Organisation de coopération de Shanghai.
Après avoir avancé son réseau interne, la Chine envisagerait des trains à grande vitesse pouvant rouler à 400 km/h (Fuxing CR450 en développement / production de présérie / tests : 2024 - 2026) sur des réseaux utilisant différents écartements de rails comme les réseaux russes, mongols et kazakhs voisins.

#### Chine - Laos - Thaïlande
C'est par exemple le cas du projet de lignes à grande vitesse ferroviaire en Thaïlande. Ces liaisons concerneraient Nakorn Ratchasima Nakhon Ratchasima à Nong Khai ainsi que l’itinéraire Bangkok-Phitsanuloak-Chiang Mai ; Bangkok Hua-Hin et Bangkok-Pattaya-Rayong.

#### Chine - Europe

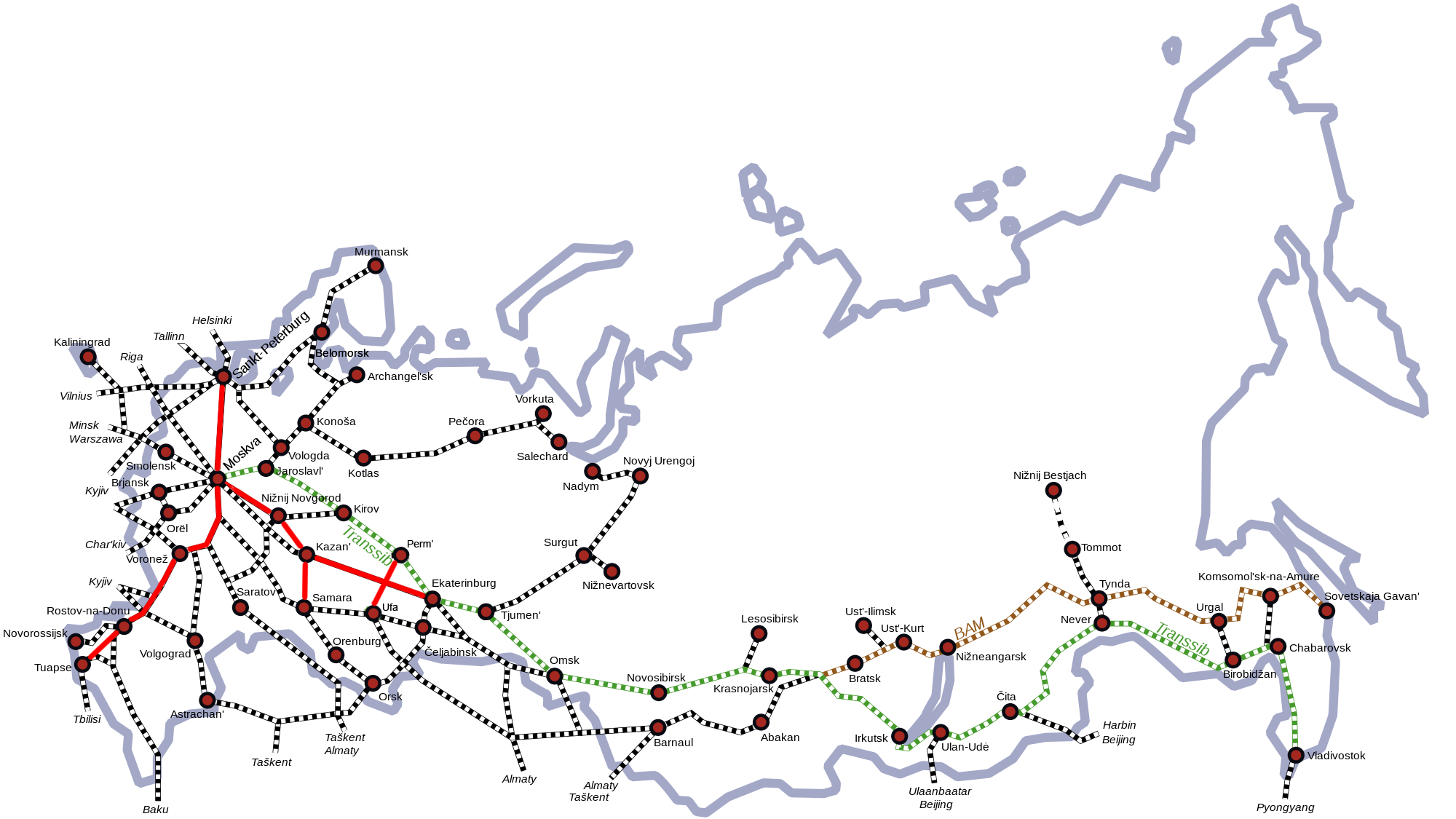
Réseau existant et en projet de ligne à grande vitesse en Russie, intermédiaire entre l'Europe et l'Asie

Dans le cadre de la « Nouvelle route de la soie », des liaisons de fret relient déjà depuis 2016 la Chine et l'Europe de l'Ouest. Un projet de ligne à grande vitesse ferroviaire est également en cours de déploiement pour une finalisation espérée à l'horizon 2026. Elle prolongera ainsi depuis Ürümqi, l'actuelle LGV Lanzhou - Ürümqi. Elle permettrait à terme de relier l'Europe de l'Ouest à la Chine.
La liaison Londres-Pékin via le tunnel sous la Manche devrait ainsi prendre 48 heures au maximum. La construction est estimée à 3 580 milliards de roubles (45 miliiards d'euros), les compagnies de chemin de fer de Biélorussie, de Russie, du Kazakhstan et de Chine coopèrent sur ce projet. La Russie a commencé les liaisons commerciales à grande vitesse ferroviaire sur son territoire en 2009 avec Sapsan.
Wang Mengshu, un expert ferroviaire réputé de l'Académie d'ingénierie chinoise, a déclaré le 9 mai 2014 au Beijing Times que Pékin entend se lancer dans la construction de la plus importante ligne ferroviaire au monde, d'une longueur record de 13 000 kilomètres, 3 000 de plus que le Transsibérien. Le projet, baptisé «China-Russia plus America», consiste à relier le nord-est de la Chine à l'Amérique du Nord, en deux jours grâce à un train roulant à une vitesse moyenne de 350 km/h, en traversant la Sibérie, l'Alaska, le Canada et enfin les États-Unis, le détroit de Béring étant franchi via un tunnel de 200 kilomètres, quatre fois plus long que le tunnel sous la Manche. Selon le China Daily, la technologie est déjà au point et « sera mise en œuvre sur le tunnel reliant la province du Fujian à Taïwan ». Mais Pékin n'a jamais obtenu le feu vert du gouvernement de Taïwan pour construire cette liaison sous-marine.

### Exportation de technologie

#### Indonésie

La ligne à grande vitesse en Indonésie.

La ligne Jakarta - Bandung est le premier projet de ligne de train à grande vitesse en Indonésie, mise en service le 22 septembre 2023. La longueur totale de la ligne est d'environ 142 kilomètres, avec une vitesse de conception de 350 km/h. Le trajet entre Jakarta et Bandung qui prenait précédemment plusieurs heures par la route peut être réduit à environ 40 minutes, améliorant considérablement la mobilité des gens et accélère le développement économique et social régional.

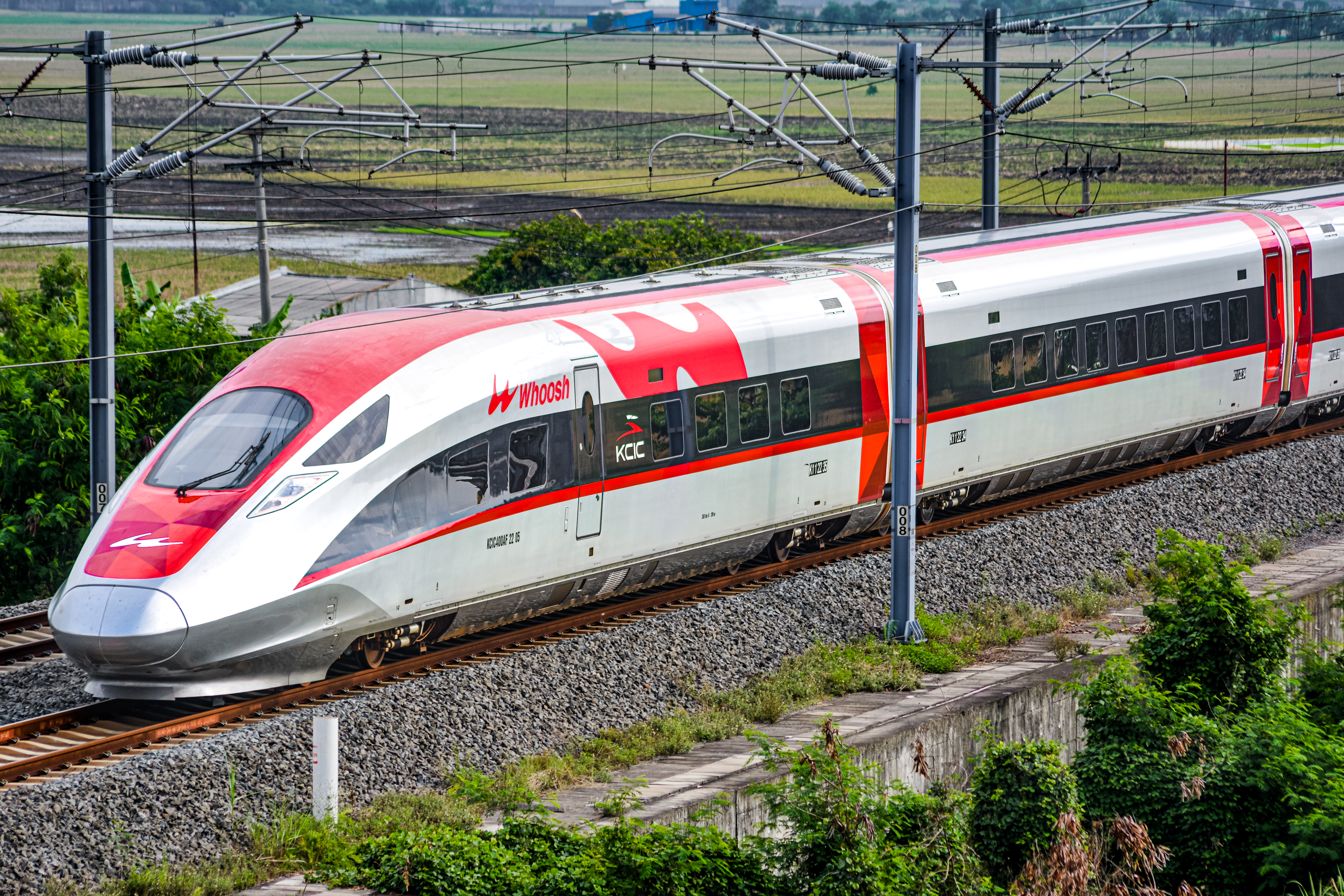
Le train à grande vitesse KCIC 400-5 dérivé du train chinois Fuxing CR400AF

Financé principalement par la coopération sino-indonésienne dans le cadre des Nouvelles routes de la soie, les trains à grande vitesse sont dérivés du modèle chinois Fuxing CR400AF.
L'Indonésie envisage d'étendre la ligne de train à grande vitesse à d'autres régions du pays, tels que la liaison entre Bandung et Surabaya, reliant les grandes villes de l'île de Java.